# 特朗普第二届任期关税

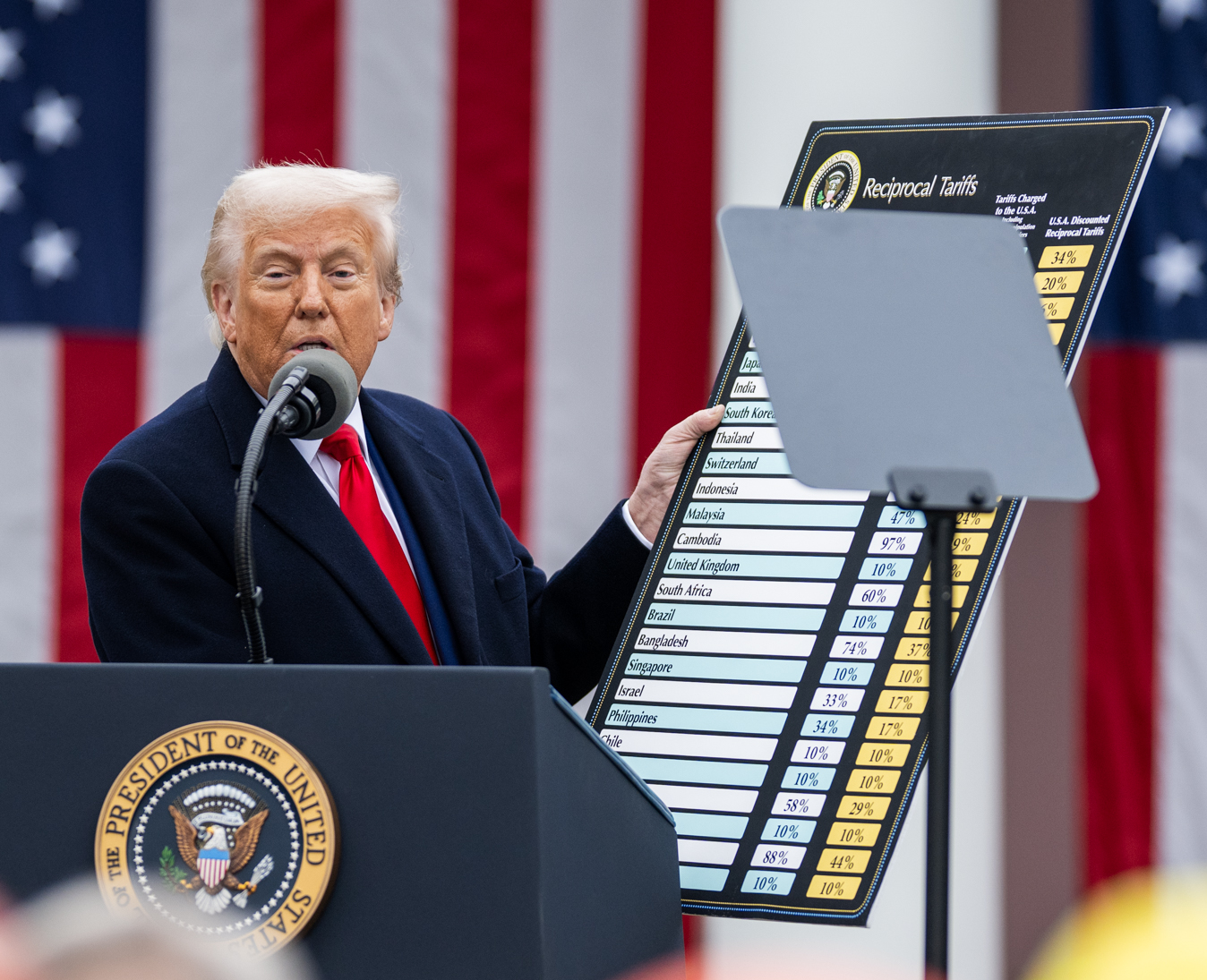
2025年4月2日，美国总统特朗普在白宫玫瑰园宣布启动对等关税政策（解放日关税）

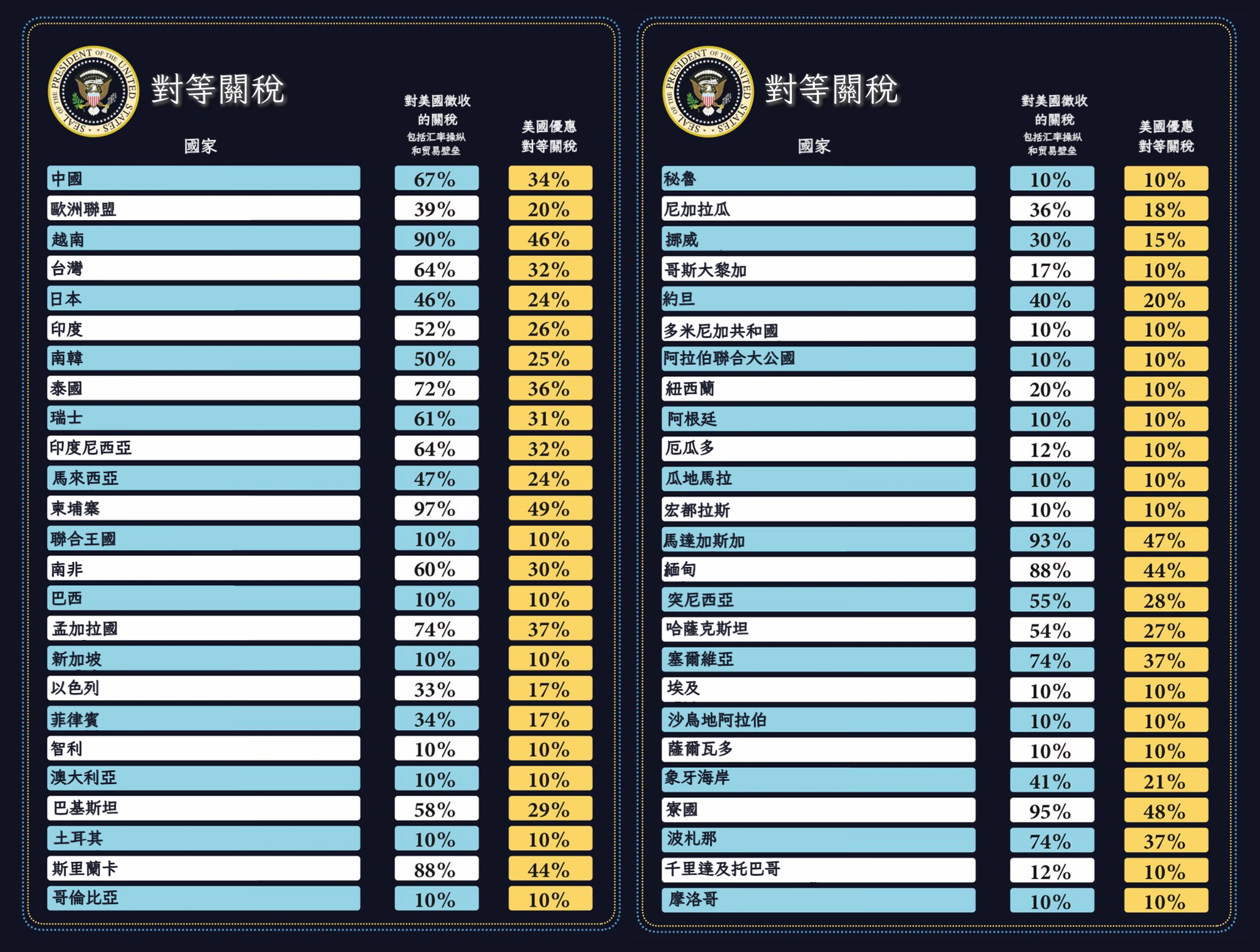
向各国加徵关税图表

唐纳德·特朗普在其第二届美国总统任期内實施了一系列的關稅加徵措施，尤以2025年4月2日宣布的「對等關稅」（英語：Reciprocal Tariff）對全球金融市場衝擊最甚。特朗普长期以来一直提倡課徵进口关税，作为谈判交易和报复他认为“剥削”美国的国家的手段。特朗普的第二届任期关税反映了美国贸易保护主义政策的升级。虽然特朗普的第一届政府对约3800亿美元的进口商品課徵了关税，但预计到2025年4月，他的第二届政府課徵的关税总额将超过1.4美元。
特朗普在2025年1月再次就任总统后，與中华人民共和国的贸易战持續升級，自4月11日起將對該國的關稅提高至145%。他發動第二次對加拿大和墨西哥的贸易战，對大多數加拿大和墨西哥商品徵收25%的關稅，但後來無限期豁免所有符合USMCA（美墨加協定）的商品。特朗普將此行動設定為追究这些国家对走私毒品和非法移民的責任，同時支持国内制造业。2025年3月4日，特朗普将所有中国大陆进口商品的关税提高到20%。他还对大多数加拿大和墨西哥商品征收25%的关税，但后来豁免部分商品的关税課徵，直至4月2日。
特朗普还将关税政策扩大至全球，对全球钢铁和铝产品課徵25%的关税，该政策于3月12日生效。4月2日，特朗普公布全球关税计划，自4月5日起向全球所有进口到美国的商品加徵10%的进口关税，4月9日起向60个国家增加额外关税。4月3日起，所有进口到美国汽车征收25%的关税，汽车零部件预计也会同步征收。加拿大、中国大陆和欧盟已宣布采取反关税措施，而其他国家则开始与美国政府进行积极谈判，以防止发生更多的贸易争端。
這些具爭議性的「對等關稅」一經宣佈，即引起貿易夥伴的報復，並同時引發股災。根據特朗普政府的對等關稅公式，貿易赤字被視為本質上有害，應該被消除。被其政府引用的經濟學家表示他們的研究被誤解了，其政府的公式和目標是簡單化和不合邏輯的。亦有媒體認為，其關稅並非字面上的對等關稅，而是單邊保護性關稅。關稅導致聯邦儲備局和经济合作与发展组织（OCED）下調了GDP成長預測，以及經濟衰退的預期升高。4月11日，美國海關及邊境保衛局称，其用于豁免货运关税的系统出现故障，关税征收受阻。

## 背景
在竞选美国总统期间，特朗普承诺将使用关税实现广泛的目标，包括防止战争、减少贸易逆差、改善边境安全和补贴儿童保育。尽管特朗普表示外国支付其关税，但美国的关税是由美国消费者和企业直接支付或以提高价格的形式支付的。特朗普还表示，他的关税将降低美国人的食品价格，尽管关税会导致通货膨胀。第二次就任总统后不久，特朗普承认关税可能会给美国人带来“一些痛苦”，但坚称“这一切都是值得的”。
在特朗普的第一任期内，特朗普对钢铁和铝进口征收关税，导致美国人的生活成本上涨。2021年12月，美国每公吨热轧带钢的价格为1,855美元，而中国大陆为646美元，欧洲为1,031美元。世界贸易组织后来裁定，该实施违反了全球贸易规则。虽然他和他的继任者乔·拜登取消了部分关税，但到特朗普第二任期开始时，大多数关税仍然有效。特朗普还对中华人民共和国发动了贸易战，曾威胁对中国大陆征收60%的关税，并对其他进口商品征收10%至20%的关税，这被广泛认为是美国的失败。
2019年5月，特朗普威胁对墨西哥征收高达25%的关税，以谈判扩大其“留在墨西哥”政策并部署墨西哥士兵帮助控制非法移民。墨西哥在其与美国的边境部署了近15,000名士兵，在其与危地马拉的边境部署了6,500名士兵。经过多年的貿易糾紛，这三个国家重新谈判北美自由贸易协定，成为美國-墨西哥-加拿大協定，并重新承诺对它们之间交易的大多数产品免征关税。协定生效五周后，特朗普又揚言要对加拿大铝征收10%的关税，声称加拿大铝正在涌入美国市场。一个月后，他在加拿大计划报复的三个小时前撤回关税征收计划。

## 准备阶段
在竞选美国总统第二任期期间，特朗普誓言要实施更高的关税，包括对中华人民共和国征收60%的关税，对墨西哥征收100%的关税，对所有其他国家征收20%的关税。他还提议用关税惩罚外包制造业的美国公司，例如对约翰迪尔征收200%的关税。此外，特朗普还建议用关税收入取代所得税，彼得森研究所和税务基金会的经济学家认为这个想法“在数学上是不可能的”。
2024年11月25日，特朗普在连任后承诺，除非加拿大和墨西哥采取措施遏制非法移民和贩毒（尤其是芬太尼）进入美国，否则将对所有从加拿大和墨西哥进口的商品征收25%的关税。《华尔街日报》指出，目前尚不清楚特朗普可以在何种经济或国家安全权力下实施此类关税，而且这样做将违反他在第一任期内谈判达成的美墨加协定。在与墨西哥官员通电话后，特朗普声称墨西哥总统克劳迪娅·辛鲍姆已同意“有效关闭我们的南部边境”以避免关税。辛鲍姆否认了这一点，但向记者保证“不会发生潜在的关税战”。加拿大总理贾斯汀·特鲁多于2024年11月29日与特朗普会面。2024年12月16日，特鲁多宣布了一项耗资13亿美元的加美边境安全计划，其中包括建立一支加美联合“打击部队”，打击跨国犯罪。
特朗普在2025年1月20日的就职演说中承诺“立即开始改革我们的贸易体系，以保护美国工人和家庭。我们不会向本国公民征税以让其他国家富裕，而是向外国征收关税和征税以让本国公民富裕。”

### 合法性
在其第一任期内，特朗普依据《贸易扩张法》第232条对钢铁和铝进口征收关税。如果商务部长进行调查、举行公开听证会并确定进口产品威胁到国家安全，该法案允许美国总统在不经过国会的情况下修改进口产品。特朗普在第二任期内对上述关税重新实施，同时终止此前的豁免。特朗普还重启了此前根据《1974年贸易法》第301条威胁征收关税的调查。
在第二任期开始时，特朗普援引《国家紧急状态法》和《国际紧急经济权力法》，宣布与边境安全、非法移民和能源相关的多项“国家紧急状态”。宣布紧急状态使特朗普能够在不涉及国会或遵循《贸易扩张法》或其他贸易法规所要求的程序的情况下制定关税。虽然《国际紧急经济权力法》曾用于制裁，但从未用于关税。特朗普在签署命令时表示，宣布紧急状态“意味着你可以做任何你必须做的事情来摆脱这个问题。”
根据《国家紧急状态法》，要结束国家紧急状态，国会议员可以提出一项特权决议，要求国会在15天内投票。2025年2月，民主党人蒂姆·凯恩和马克·沃纳迫使国会投票终止特朗普的国家紧急状态，但参议院共和党多数派否决了该决议。凯恩和其他民主党代表计划投票结束用于证明对加拿大和墨西哥征收关税的紧急状态，但在2025年3月，考虑到该月继续决议的特殊规则中的一项条款阻止了这一进程，该条款宣布当年剩余时间“不构成《国家紧急状态法》第202条规定的日历日”。

## 2025年4月公布全球关税
| 国家/地区                         | 加征税率                                           |
| --------------------------------- | -------------------------------------------------- |
| 阿尔及利亚                        | 30%                                                |
| 安哥拉                            | 32%                                                |
|                                   | 37%                                                |
|                                   | 36%                                                |
|                                   | 38%                                                |
|                                   | 24%                                                |
| 柬埔寨                            | 49%                                                |
| 喀麦隆                            | 12%                                                |
|                                   | 13%                                                |
| 中华人民共和国 · （含香港、澳门） | 30%（10% → 20% → 54% → 104% → 124% → 145+% → 30%） |
|                                   | 21%                                                |
| 刚果民主共和国                    | 11%                                                |
| 赤道几内亚                        | 13%                                                |
| 欧洲联盟                          | 20%                                                |
| 福克蘭群島                        | 42%                                                |
| 斐济                              | 32%                                                |
|                                   | 38%                                                |
| 印度                              | 27%                                                |
| 印度尼西亞                        | 32%                                                |
| 伊拉克                            | 39%                                                |
| 以色列                            | 17%                                                |
| 日本                              | 24%                                                |
| 约旦                              | 20%                                                |
|                                   | 27%                                                |
|                                   | 48%                                                |
| 賴索托                            | 50%                                                |
| 利比亞                            | 31%                                                |
| 列支敦斯登                        | 37%                                                |
| 马达加斯加                        | 47%                                                |
| 马拉维                            | 18%                                                |
| 马来西亚                          | 24%                                                |
| 模里西斯                          | 40%                                                |
| 摩尔多瓦                          | 31%                                                |
| 莫桑比克                          | 16%                                                |
| 緬甸                              | 45%                                                |
| 纳米比亚                          | 21%                                                |
| 瑙鲁                              | 30%                                                |
| 尼加拉瓜                          | 19%                                                |
| 奈及利亞                          | 14%                                                |
| 北馬其頓                          | 33%                                                |
| 挪威                              | 16%                                                |
| 巴基斯坦                          | 30%                                                |
| 菲律賓                            | 18%                                                |
| 塞爾維亞                          | 38%                                                |
| 南非                              | 31%                                                |
|                                   | 26%                                                |
| 斯里蘭卡                          | 44%                                                |
| 瑞士                              | 32%                                                |
| 叙利亚                            | 41%                                                |
| 中華民國（台湾）                  | 32%                                                |
| 泰國                              | 37%                                                |
| 突尼西亞                          | 28%                                                |
|                                   | 23%                                                |
| 委內瑞拉                          | 15%                                                |
| 越南                              | 46%                                                |
| 尚比亞                            | 17%                                                |
| 辛巴威                            | 18%                                                |

### 钢铁与铝产品关税
2025年2月10日，特朗普宣布对美国所有进口钢铁和铝征收25%的关税，该政策将于2025年3月12日生效，取消他本人或乔·拜登此前授予的数百项豁免。特朗普还表示，他将实施一项新标准，要求钢铁必须在北美“熔化和浇注”，铝必须在北美“冶炼和铸造”，以防止俄罗斯和中华人民共和国等国家规避其他关税。特朗普表示，他将考虑恢复对澳大利亚的豁免，理由是美国对澳大利亚存在贸易顺差。
当时，美国是世界上最大的钢铁进口国，进口量约占其消费量的23%。2024年，加拿大成为最大的供应国，出口量为600万吨，其次是巴西（410万吨）、墨西哥（320万吨）、韩国（250万吨）、越南（120万吨）和日本（110万吨）。加拿大也是美国最大的铝供应国，出口量为320万吨。
3月12日，美國對所有國家征收的鋼鋁進口品25%關稅措施正式生效，無任何國家得到豁免，此前考慮豁免的澳大利亚也是如此。加拿大立即对美国价值207亿美元的出口产品征收新关税，而欧盟宣布对美国工业和农产品征收新关税。
5月30日，特朗普宣布自6月4日起将钢铁和铝的关税从25%上调至50%。6月4日當天如期生效。6月23日，川普政府對諸如洗碗機、洗衣機、冰箱等進口家電征收50%關稅，川普政府認為這些屬於「鋼鐵衍生性產品」。
8月15日晚间，特朗普政府将数百种衍生产品纳入加征关税清单，這意味著征收的钢铁和铝进口关税的范围扩大了50%。

### 汽車關稅
2025年1月，特朗普宣布对加拿大和墨西哥征收广泛关税，威胁到高度一体化的北美汽车供应链。由于数十年的自由贸易协定，美国、加拿大和墨西哥的工厂在制造过程中经常多次来回运送汽车零部件。美国三大汽车制造商福特汽车、通用汽车和斯泰兰蒂斯游说豁免，警告称关税对美国公司的伤害将大于外国竞争对手。福特首席执行官吉姆·法利警告投资者，“从长远来看，对墨西哥和加拿大边境征收25%的关税将对美国汽车工业造成我们从未见过的打击。”
特朗普将对符合美墨加协定规定的汽车征收关税推迟至4月2日，但宝马等不合规品牌从3月4日开始受到影响。3月26日，特朗普宣布对美国进口的汽车征收25%的新关税，該关税措施于4月3日生效。另外特朗普还决定“不迟于5月3日”对国内组装汽车中含有的非美国零部件征收25%的关税。白宫认为，此举将促进国内制造业并产生1000亿美元的税收收入，并指出，2024年美国人购买的1600万辆汽车中，约有50%是进口的。
4月29日，美国总统特朗普签署行政命令，撤销美国对进口汽车和汽车零部件征收的部分关税。
5月3日起，美國正式对汽车零部件加征25%关税。

### 对等关税

受解放日关税影响的国家和地区及征税比例：
≥10%
≥30%
≥50%

2025年2月13日，特朗普要求他的工作人员研究针对每个国家的对等關稅政策，并在180天内提交报告。商务部长霍华德·卢特尼克表示，他的团队将在2025年4月1日之前准备好计划。彭博新闻社暗示，“总统决定不立即实施关税，这可以看作是谈判的开端”。德意志银行的经济学家估计，对等关税政策将使美国的加权平均关税税率从2022年的1.5%提高到4.8%。特朗普随后表示，对等关税将于2025年4月2日生效 。
尽管特朗普最初表示，对等关税政策将影响所有美国贸易伙伴，但政府后来缩小其范围。路透社3月中旬报道称，贸易官员“正在努力设计对等关税，因为世界海关组织186个成员国的关税税率各不相同”。政府考虑将各国分为高、中、低三个关税等级，但后来决定将重点放在占美国对外贸易大部分的15%的国家，并为每个国家分配单独的税率。ING集团评论说，对等贸易政策的初步计划与纳瓦罗的2025计划部分一致，题为“公平贸易案例”。该部分强调中国大陆、印度、欧盟、泰国、台湾、越南、日本和马来西亚是该政策的目标，因为上述国家或地区与美国的贸易顺差很大，平均关税税率差异很大，或者两者兼而有之。
3月18日，财政部长斯科特·贝森特告诉福克斯新闻，每个目标国家都会得到一个数字，政府认为这代表了他们的关税以及“非关税壁垒、货币操纵、不公平融资和劳工压制”。贝森特表示，他“乐观地”认为政府可以谈判达成协议，以避免在4月2日实施关税，而特朗普的国家经济委员会主任凯文·哈塞特表示，市场“高估了”。
之后，贝森特和哈塞特表示，特朗普政府将重点关注美国最大的贸易伙伴，并指定个性化关税税率。哈塞特表示，“100多个国家实际上没有对我们征收任何关税，也没有任何非关税壁垒”，只有“10到15个国家”值得关注。然而，3月30日，特朗普告诉记者，“我不知道是谁告诉你的10或15个”，称这个想法是“谣言”，并表示他将对“所有国家”征收关税。尽管许多国家在4月2日之前的几周内试图谈判协议，但并未获得任何豁免。缺乏透明度导致经济波动和股市下跌。2025年3月成为美国股市自2022年12月以来表现最差的一个月，标准普尔500指数下跌超过5%，纳斯达克指数当季下跌超过10%。
4月2日，特朗普宣布国家进入紧急状态，以解决他所说的“巨大且持续的美国贸易逆差”。美国将对来自中国大陆的进口商品征收34%的税，对来自欧盟的进口商品征收20%的税，对来自韩国的进口商品征收25%的税，对来自日本的进口商品征收24%的税，以及对来自台湾的进口商品征收32%的税，此外对所有进入美国的商品设立一个最低10%的关税标准，该政策自2025年4月5日起生效。特朗普还将4月2日称为“解放日”。《政客》将这些措施描述为“自1930年代国会通过《斯姆特-霍利关税法案》以来美国最重要的贸易保护主义行动”。美联储主席杰罗姆·鲍威尔称，关税及其可能产生的经济影响“远远超出预期”。
经济学家和贸易专家指出，特朗普在“解放日”演讲中多次就贸易和关税问题做出虚假和夸大的言论。财政部长斯科特·贝森特告诉“每个国家”“不要报复，坐下来，接受现实，看看情况如何，因为如果你报复，事情就会升级。”次日，在股市大幅下跌后，特朗普总统表示，事情“进展非常顺利”，“市场将会繁荣，股市将会繁荣，国家将会繁荣”。
4月9日，特朗普表示，由於超过75个国家並未報復美國並且致电美国希望磋商贸易相关议题，因此他決定將對等關稅執行日期推遲90日，而且对等关税稅率也會降低至10%。不過這一些政策不包括中國。特朗普反而将对中国的关税提高至125%。在对等关税出台之前已被加征关税的加拿大、墨西哥亦未被减免税额。
5月29日，美國國際貿易法院裁定，国际紧急经济权力法並未規定總統可以對幾乎所有國家徵收關稅，特朗普政府應該在10天之內取消对等關稅。但在次日美國聯邦上訴法院就恢復總統川普的對等關稅。
尽管暂停征收额外对等关税的期限原定于7月8日到期，但美国政府再次将其推迟至8月1日才执行。白宫已致函各国告知新的关税税率，与4月2日宣布的税率类似。

#### 豁免商品
以下商品不受额外关税（包括10%的基准关税）的影响：
- 所有受50 USC 1702(b)约束的商品，例如书籍和其他信息材料
- 钢铁和铝制品，分别受到25%的普遍第232条关税的影响
- 汽车和汽车零部件，分别受到25%的普遍第232条关税的影响
- 铜、药品、半导体、木材制品、某些关键矿物以及能源和能源产品，其中部分正在接受第232条关税调查
- 任何未来受第232条关税约束的产品
- 符合美加墨协定的墨西哥和加拿大产品，第232条关税针对的商品除外
- 来自《美国协调关税表》第2栏所列国家的进口货品，包括古巴、朝鲜、俄罗斯和白俄罗斯[104]
- 智能手机、电脑及其配件[105]

#### 计算公式
特朗普最初提出对等关税时，宣称计算其他国家对美国的综合税率的依据是“关税、税收、贸易壁垒、货币操纵”等各种因素。然而，根据美國貿易代表署4月2日发布的计算公式，美國針對各國所課徵的對等關稅稅率，即為美國對某國的貿易逆差除以該國對美國的出口總額，再將所得數值除以二，便得此次美国实施的对等关税税率。而美国获得贸易顺差的国家则统一设定10%的對等关税。該公式中納入兩項係數：彈性係數（ε = 4）及調整係數（φ = 0.25），但兩者相乘後得出ε × φ = 1，最終在整體計算過程中未產生任何實際影響。公式如下：
{\displaystyle \Delta \tau _{i}={\frac {x_{i}-m_{i}}{\varepsilon \cdot \varphi \cdot m_{i}}}}
例如，将2024年美国对华商品贸易逆差2950亿美元除以美国从中国进口货物的金额4390亿美元，得出白宫给予中国67%的关税壁垒价值：2950亿美元÷4390亿美元=67%。减半得到的对等关税则为34%。
一名白宫官员告诉《纽约邮报》称，关税政策依据的“理念是，我们与任何特定国家的贸易逆差是所有贸易行为的总和，是所有欺骗行为的总和。”据《政客》报道，许多经济学家发现“大多数国家的税率与这些国家对美国商品和服务实施的壁垒关系不大”。

#### 受影响地区
白宫列出的受影响地区包括归属于澳大利亚，无人居住的赫德岛和麦克唐纳群岛。同样属于澳大利亚，人口约有2000人的诺福克岛征收29%的关税；澳大利亚其他地区征收的关税为10%。人口约有3000人的英属印度洋领地征收10%的关税，包括驻扎在迪戈加西亚岛美英军事基地的美国和英国军事人员和承包商。对其中一些地区征收关税的决定似乎是基于不准确的贸易数据。《卫报》对美国进口记录的分析显示，一些货物被错误地记录为来自偏远地区，而不是实际的原产国。这些错误分类的进口商品包括葡萄酒、水族馆系统和Timberland靴子等。
莱索托和法属圣皮埃尔和密克隆群岛征收的关税最高，为50%。特朗普称莱索托是一个“从未有人听说过”的国家，圣皮埃尔和密克隆群岛人口约5,000人。其他面临最高关税的国家是柬埔寨（49%）、老挝（48%）、马达加斯加（47%）、越南（46%）和缅甸（44%）。
此轮未加征关税的国家包括俄罗斯、白俄罗斯、古巴、朝鲜、加拿大和墨西哥。白宫新闻秘书卡罗琳·莱维特评论说，俄罗斯之所以逃脱关税，是因为美国目前对俄罗斯的制裁导致两国之间没有“有意义的贸易”，然而到2024年，该笔贸易的价值将达到35亿美元，高于毛里求斯或文莱等遭受此轮美国关税的国家。对于其他国家，莱维特指出，对白俄罗斯、古巴和朝鲜的关税和制裁早已处于较高水平，而加拿大和墨西哥此前已经征收了25%的关税。另外，已遭受美国制裁20年的伊朗和叙利亚在解放日被征收41%的高额关税。

### 其他關稅

#### 数字销售税调查
2025年2月21日，特朗普发布一份总统备忘录，命令美国贸易代表办公室以及彼得·纳瓦罗等官员调查数字服务税（DST），并确定是否采取报复行动。备忘录附带的一份情况说明书强调，欧盟的《数字市场法案》和《数字服務法案》将受到审查。
数字服务税是对数字服务（例如在线广告和销售用户数据）收入征收的税。这些税收允许各国向在其管辖范围内提供数字服务的跨国公司收取收入。特朗普第一任期内发起的美国贸易代表办公室调查导致根据《1974年贸易法》第301条授予的权力对多个国家发出关税威胁。2021年10月8日，参与经合组织谈判的135多个国家就改革和撤销数字服务税的两大支柱方法达成一致，称为“全球税收协议”。支柱一的截止日期为2023年12月31日，但随后延长至2024年12月31日。截至2025年1月，特朗普退出该协议的第二支柱，许多国家的DST仍然有效。

#### 二级关税
“二级关税”是特朗普第二届政府出台的一项类似于二级制裁的新贸易政策。与直接针对特定国家的一级关税不同，二级关税惩罚与目标国家进行贸易的第三方国家或实体。
3月24日，继2025年3月驱逐委内瑞拉公民行动后，特朗普签署了一项行政命令，由国务卿酌情对从委内瑞拉购买石油的国家征收25%的关税。随后，他威胁要对购买俄罗斯石油的国家征收二级关税，除非俄罗斯同意与乌克兰达成和平条约，以及对与伊朗进行贸易的国家征收二级关税。

#### 取消最低限度豁免
特朗普的行政命令最初暂停了对中国大陆、墨西哥和加拿大的最低限度豁免，即免除关税并减少对低价值货物的审查。2016年，美国国会将最低限度门槛从200美元提高到800美元，导致2023年申请豁免的包裹数量增加1000%以上。
美国拥有全球最高的免税额度，是欧盟的5倍多，许多公司利用这一免税额度将货物运往美国，而无需接受严格检查或缴税。最大的受益者是Shein和全球速卖通等中国大陆电子商务公司。一些货物与贩毒有关。然而，随后的行政命令在2025年2月7日之前恢复了这三个国家的最低限度豁免，以避免给海关官员带来过多负担。
2025年4月2日，特朗普签署新命令，自2025年5月2日起取消对中国内地及香港的豁免。从中国进口的小额包裹需缴纳其价值的30%或每件25美元的关税。2025年6月1日后，增加到每件50美元。美国商务部长预计将在90天内提交报告，评估影响并考虑是否取消对澳门的豁免。在中美贸易谈判之后，美国自5月14日起将对包括香港和澳門在內的中国最低限度货物的关税下调至54%。
2025年7月4日，特朗普签署《大而美法案》，该法案将从2027年7月1日起取消所有国家的最低限度豁免。但在7月30日，特朗普簽署行政命令，自8月29日起暫停800美元或以下的小額包裹關稅豁免，意味着该政策提前执行。

#### 電影關稅
2025年5月4日，川普以好莱坞遭摧毁為由下令对外国电影征收100%关税。美国电影制作越来越多地转移到海外成本更低的地区，导致美国行业工人失业。美国商务部长霍华德·卢特尼克回应称：“我们正在努力”。白宫发言人表示，政府正在探索各种选择，但尚未做出最终决定。

#### 玩具关税
特朗普最初威胁要对玩具制造商美泰公司征收100%的关税，此前该公司表示将把生产多元化到其他国家，但不会在美国生产。特朗普后来于2025年5月8日在椭圆形办公室表示，如果美泰公司真的这么做，该公司将“在美国连一个玩具都卖不出去”。此外，特朗普总统在接受《與媒體見面》采访时明确表示，他“并不认为一个‘漂亮小女孩’需要30个娃娃（指美泰公司的娃娃品牌芭比娃娃）。他还补充说，他认为‘三个或四个娃娃’就足够了，因为美国公司“对中国的所作所为简直令人难以置信”。

## 2025年8月全球关税
| 国家/地区                         | 4/2加徵税率 | 8/1改徵税率 |
| --------------------------------- | ----------- | ----------- |
| 阿尔及利亚                        | 30%         | 30%         |
| 安哥拉                            | 32%         |             |
|                                   | 37%         | 35%         |
|                                   | 35%         | 30%         |
|                                   | 38%         |             |
| 巴西                              | 10%         | 50%         |
|                                   | 24%         | 25%         |
| 柬埔寨                            | 49%         | 19%         |
| 喀麦隆                            | 12%         |             |
| 加拿大                            | 25%         | 35%         |
|                                   | 13%         |             |
| 中华人民共和国 · （含香港、澳门） | 30%         |             |
|                                   | 21%         |             |
| 刚果民主共和国                    | 11%         |             |
| 赤道几内亚                        | 13%         |             |
| 欧洲联盟                          | 20%         | 15%         |
| 福克蘭群島                        | 42%         |             |
| 斐济                              | 32%         |             |
|                                   | 38%         |             |
| 印度                              | 27%         | 25%         |
| 印度尼西亞                        | 32%         | 19%         |
| 伊拉克                            | 39%         | 35%         |
| 以色列                            | 17%         |             |
| 日本                              | 24%         | 15%         |
| 约旦                              | 20%         |             |
|                                   | 27%         | 25%         |
|                                   | 48%         | 40%         |
| 賴索托                            | 50%         |             |
| 利比亞                            | 31%         | 30%         |
| 列支敦斯登                        | 37%         |             |
| 马达加斯加                        | 47%         |             |
| 马拉维                            | 18%         |             |
| 马来西亚                          | 24%         | 25%         |
| 模里西斯                          | 40%         |             |
| 墨西哥                            | 25%         | 30%         |
| 摩尔多瓦                          | 31%         | 25%         |
| 莫桑比克                          | 16%         |             |
| 緬甸                              | 45%         | 40%         |
| 纳米比亚                          | 21%         |             |
| 瑙鲁                              | 30%         |             |
| 尼加拉瓜                          | 19%         |             |
| 奈及利亞                          | 14%         |             |
| 北馬其頓                          | 33%         |             |
| 挪威                              | 16%         |             |
| 巴基斯坦                          | 30%         |             |
| 菲律賓                            | 17%         | 19%         |
| 塞爾維亞                          | 37%         | 35%         |
| 南非                              | 30%         | 30%         |
|                                   | 25%         | 15%         |
| 斯里蘭卡                          | 44%         | 30%         |
| 瑞士                              | 32%         | 39%         |
| 叙利亚                            | 41%         |             |
| 中華民國（台湾）                  | 32%         | 20%         |
| 泰國                              | 36%         | 19%         |
| 突尼西亞                          | 28%         | 25%         |
|                                   | 23%         |             |
| 委內瑞拉                          | 15%         |             |
| 越南                              | 46%         | 20%         |
| 尚比亞                            | 17%         |             |
| 辛巴威                            | 18%         |             |

## 各国贸易冲突

### 亚洲

#### 中华人民共和国

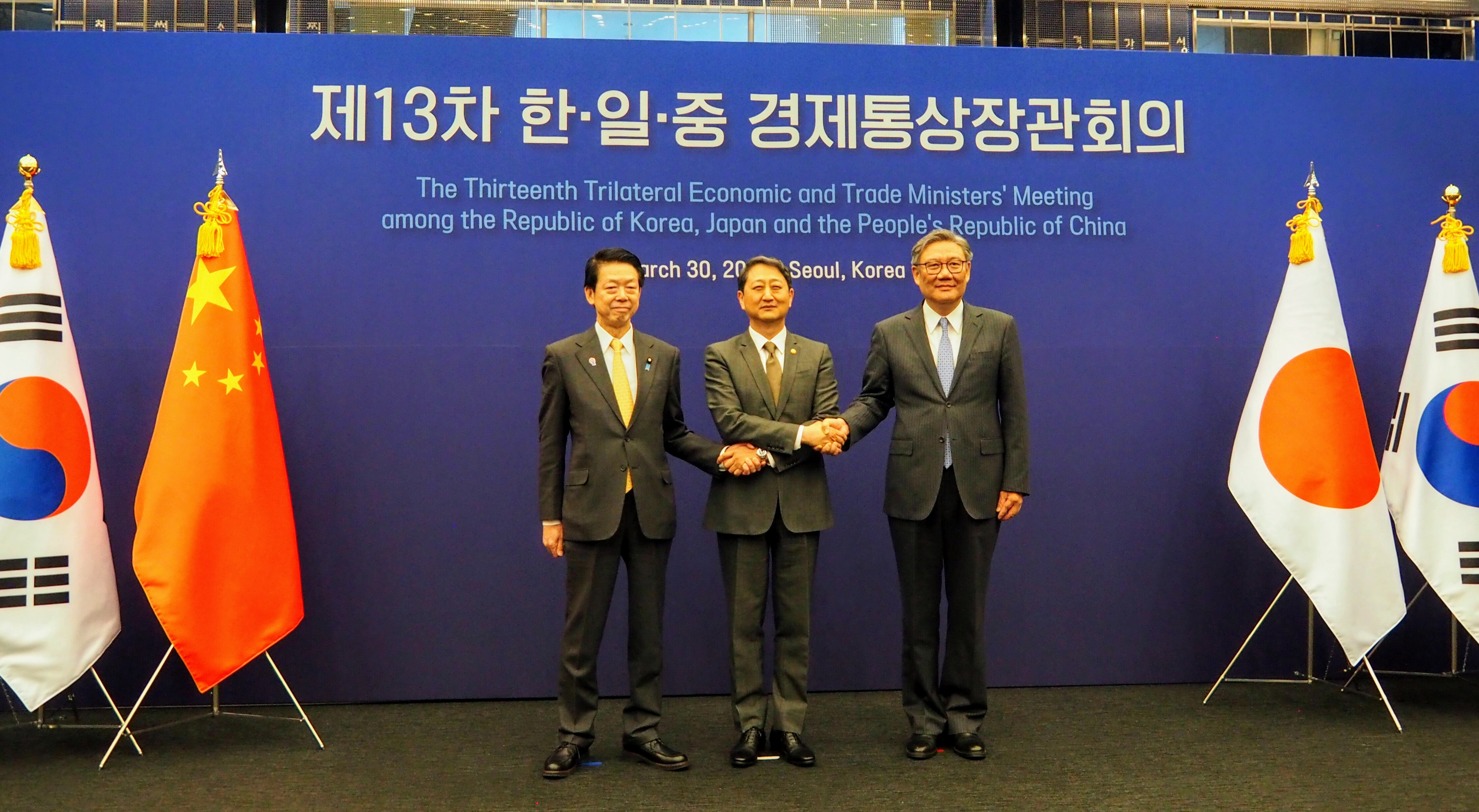
2025年3月30日，中韩日三国一致同意在特朗普关税政策下加强自由贸易

2025年2月1日，特朗普签署第14195号行政命令，对所有中国大陆进口产品征收10%的新关税。该命令于2月4日生效，是应国家安全委员会的要求颁布的。中华人民共和国商务部对特朗普新一轮的关税政策表示谴责，宣布中国大陆将向世界贸易组织对美国提起诉讼，并表示“中国将采取相应反制措施，坚决维护自身权益”。作为反制措施，中国大陆对煤炭和液化天然气征收15%的关税，对石油和农业机械征收10%的关税，将于2025年2月10日生效。中国大陆还将PVH集团和因美纳列入不可靠实体清单，对Google启动反垄断调查，并对包括钨在内的一些金属实施出口管制。
英国宏观经济研究咨询公司Capital Economics估计，美国对价值约4500亿美元的中国大陆商品征收新关税，而中国大陆额外征收的关税仅针对价值约200亿美元的美国商品。该公司中国经济部负责人朱利安·埃文斯·普里查德表示：“这些措施相当温和，至少相对于美国的举措而言。”路透社称，中国大陆“有限”的回应“凸显了中国决策者试图与特朗普进行谈判，以避免爆发一场彻底的贸易战”。
2025年3月3日，特朗普簽署行政命令，对從中国大陆进口产品的关税从10%提高至20%。中华人民共和国政府当天作出反制措施，宣布对美国鸡肉、小麦、玉米和棉花征收15%的关税，对美国高粱、大豆、猪肉、牛肉、水产品、水果、蔬菜和乳制品征收10%的关税，自2025年3月10日起生效。不久后，中华人民共和国商务部宣布对美国光纤产品发起反规避调查，这是中国大陆启动的首宗反规避调查；中华人民共和国海关总署亦暫停美國原木進口，同时暫停3家企業大豆輸華資格。2025年3月30日，中国、日本、韩国举行经贸部长会议，中国中央电视台旗下媒体玉渊谭天称三国希望加强供应链合作，以应对美国对等关税带来的不确定性。不过随后日本表示会议并未提及上述内容，韩国则表示报道存在夸大。
受关税政策影响，零售商沃尔玛要求一些中国大陆供应商大幅降价。随后中华人民共和国商务部等有关部门约谈沃尔玛作进一步了解。而连锁会员制仓储店开市客亦要求中国大陆供应商采取相同的措施。
2025年3月26日，特朗普暗示他可能会降低对中国大陆的关税，以就TikTok的出售达成协议。
2025年4月4日，中国政府对美国政府向中国输美商品征收“对等关税”再次做出一系列反制措施。国务院关税税则委员会决定，自2025年4月10日12时01分起对原产于美国的进口商品加征34%关税；商务部将16家美国实体列入出口管制管控名单，将11家美国实体列入不可靠实体清单，对原产于美国、印度的进口相关医用CT球管发起反倾销立案调查；海关总署暂停6家美国企业产品输华的资格，同时商务部会同海关总署对7类中重稀土相关物项实施出口管制。国家市场监督管理总局对杜邦中国启动反垄断调查。
2025年4月5日，中华人民共和国政府发表文章《中国政府关于反对美国滥施关税的立场》。中共党报《人民日报》从4月5日至4月7日连续三天发表评论文章反对美国滥收关税，而4月7日发表的评论文章则以《集中精力办好自己的事》为题，形容中国“天塌不下来”，“有强大的抗压能力”，并随时会出台降准、降息等政策。
2025年4月7日，特朗普要求中国在4月9日前取消反制措施，否则会再加征50%关税。有官媒新华社背景的自媒体“牛弹琴”于4月8日发文称，中方“已准备至少六招反制美国的新加征关税措施”。4月8日晚间，因中国未取消反制措施，白宫宣布即日起对中國加徵84%關稅，至104%。4月9日晚，中国也对美国加征84%关税，商务部将护盾人工智能公司等6家美国企业列入不可靠实体清单。此外，中华人民共和国文化和旅游部发布提示，指出“由於中美經貿關係惡化及‘美國國內安全形勢’”，建议游客赴美前充分评估风险，谨慎前往。中华人民共和国教育部发布提示，赴美留学人员应做好安全風險評估，增強防範意識。中国還就美国的“对等关税” 向WTO提出争端申诉。
由于中方采取报复性措施，特朗普又決定將對華關稅上調至125%。4月10日，中华人民共和国商务部新闻发言人何咏前表示，对于中方是否会进一步对美国加征关税的问题“无法进行评论”。国家电影局表示，因美国的关税政策，国内观众对美国电影的兴趣将降低，将适度减少美国影片进口数量。累計此前因芬太尼而施加的關稅，對華關稅已達至145%。4月11日，中方相应将对美关税提高125%，同时表示，鉴于在目前关税水平下，美国输华商品已无市场接受可能性，如果美方后续对中国输美商品继续加征关税，中方将不予理会。中华人民共和国商务部发言人表示，“美方对华轮番加征畸高关税已经沦为数字游戏，在经济上已无实际意义，只会更加暴露出美方将关税工具化、武器化，搞霸凌胁迫的伎俩，并沦为笑话”。
4月12日，美国海关与边境保护局宣布，对來自中國的智能手机、笔记本电脑、硬盘、处理器、芯片以及半导体制造设备等电子产品实施关税豁免。中华人民共和国商务部亦协调相关行业协会、商业流通企业，协助外贸企业扩宽内销渠道，上架大量外贸产品，以应对关税战。
4月16日，美國方面表示，包括針頭、注射器在內的中國產品關稅達245%。
4月18日，美国贸易代表处表示，中国运营或中国所属的船舶如果停靠美國港口，要向美方支付高额港口费，首年每净吨支付50美元费用，并将在接下来的三年中每净吨增加30美元。该计划在6个月后生效。
4月22日，特朗普表示美方将以“非常友好”的态度与中方谈判，预计在双方达成协议后，美国对中国进口产品的关税将大幅下降，但不会降至零。白宫随后表示美国不会“单方面”降低对中国进口产品的关税。中国外交部发言人郭嘉昆在例行记者会上表示“有关中美正在谈判等都是假消息”，强调双方并没有就关税问题进行磋商或谈判。中国商务部新闻发言人何亚东也表示中美没有进行经贸谈判。另据《华尔街日报》报道，特朗普将大幅削减对华商品征收的高额关税，计划采取分类方案。其中普通类别商品降至原来的约50%至65%之间，而对美国认为“不构成国安威胁”的商品征收35%的关税；“与美国战略利益相关的商品”则征收至少100%的关税，预计在五年内逐步实施。《金融时报》还表示特朗普可能会扩大豁免范围，包括中国的汽车零部件。而中國也取消对美国乙烷进口征收的125%关税。
截至5月2日，中国已免除价值约400亿美元的美国商品的关税，美国也已免除价值约1020亿美元的中国进口商品（基于2024年的进口量）關稅。两国均表示愿意参与旨在降低关税的谈判，但中国政府要求美国首先全面取消关税。按照此前计划，美国于同日终止了对中国进口商品的最低限度豁免。
5月6日，中美两国政府宣布各派代表前往瑞士進行贸易谈判，美国财政部长斯科特·貝森特、美国贸易代表賈米森·格里爾和中国国务院副总理何立峰出席此次谈判。5月12日，「中美日內瓦經貿會談聯合聲明」發佈。美國對中關稅將從145%降至10%，但保留针对芬太尼问题额外施加的20％惩罚性关税，總和為30%，特定产业的额外关税依然保留，部分中国商品实际税率可能高于30％；而中國對美關稅從125%降低至10%。至於4月2日針對芬太尼關稅中方對等向美方徵收的石油、天然氣、農產品的關稅，仍予以保留。此後中國恢復接收波音的飛機。中國商務部還暂停將17家美国实体列入不可靠实体清单。
7月29日，美方將暂停的对等关税24%部分延期90天，並於8月11日正式就此簽署行政令；而中方的反制措施同樣延期。

##### 香港
2025年4月8日，香港特别行政区行政长官李家超在出席行政会议前首度回应特朗普关税，形容“美国滥施关税霸凌野蛮，破坏全球多边贸易体制及世界经贸秩序”，并宣布从七方面制定策略应对关税措施。
4月9日，外交部驻港公署就美国对华加征严重不合理关税致信《南华早报》，并在10日刊登英文信件《面对经济霸凌，中方将奉陪到底》（China will stand up resolutely to world trade barbarian），阐明中方严正立场。内容着重回应此前特朗普声称“中方想达成交易，但不知如何开始。我们在等他们（中国）的电话”的言论，介此强调并告知美方“妄图挥舞关税大棒逼迫世界各国打电话认输的野蛮人永远不要指望等到中国的电话”。
由於美国政府打算自5月2日起取消香港寄往美国货品的小额免税優惠，4月16日，香港邮政宣布暂停寄往美国内载货品的邮递服务。

#### 印度

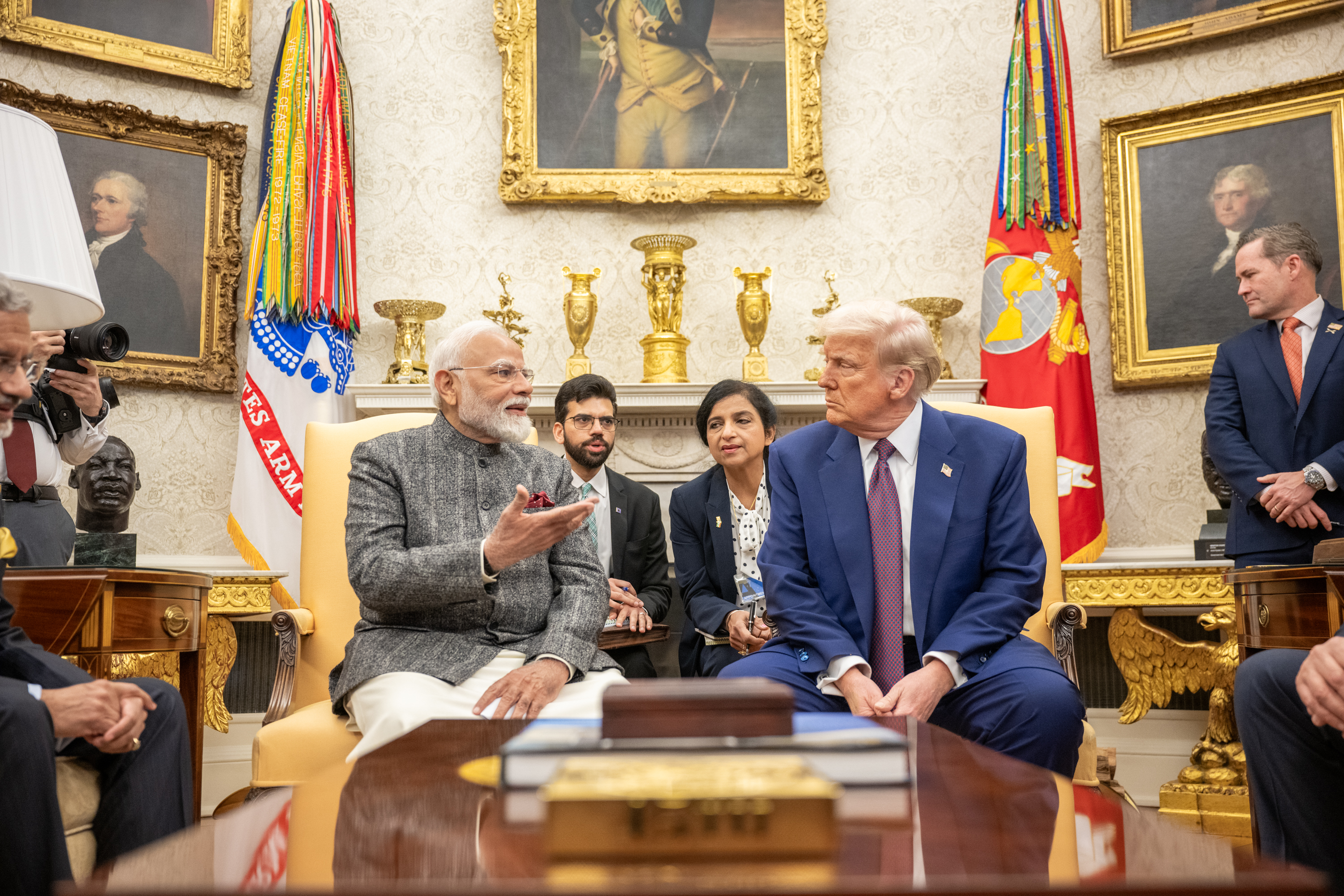
2025年2月，印度总理纳伦德拉·莫迪在白宫与美国总统唐纳德·特朗普举行会谈

印度总理纳伦德拉·莫迪于2月访问白宫，就关税问题进行谈判，并推进一项旨在到2030年将双边贸易额翻一番至5000亿美元的协议。印度的贸易加权平均关税为12%，而美国为2.2%，这导致特朗普给印度起了绰号，并多次称其为“关税之王”、“关税滥用者”和“贸易关系的大滥用者”。分析预测，对等关税措施将对印度产生重大经济影响。花旗研究估计，印度每年可能损失70亿美元。印度内部的一项分析估计，对等关税将影响其对美国总出口的87%，价值660亿美元。印度估计，珍珠、矿物燃料和机械等商品的关税将增加6%至10%，价值110亿美元的医药和汽车出口将受到最大影响。
印度采取多项措施以解决贸易问题。印度总理纳伦德拉·莫迪于2月访问白宫，就关税问题展开谈判，并努力达成协议，到2030年将双边贸易额翻一番，达到5000亿美元。印度将摩托车关税从50%降至30%，将波本威士忌关税从150%降至100%，承诺将审查其他关税，并提出增加美国能源和国防设备的进口。花旗研究估计，特朗普的互惠关税提议将使印度每年损失70亿美元。次月，路透社报道称，印度正在与美国谈判一项贸易协定，并愿意降低或取消55%的美国进口产品（价值230亿美元）的关税，目前这些产品的关税税率为5%至30%。印度警告称，这一提议取决于对等关税的减免，并表示该决定并非最终决定。
2025年4月6日，印度表示将与美国进行谈判，并且不会寻求报复性关税。此后，印度继续其外交途径，确保与J·D·万斯会面，并于2025年4月17日宣布他们“正在考虑取消对美国乙烷的进口税”。4月29日，美国财政部长表示，“印度将是我们签署的首批贸易协议之一”，重申了华盛顿加快解决问题和加强双边贸易的意图。
2025年5月6日，印度提议对汽车零部件征收“零对零”关税，以此作为启动与美国谈判的方式。
2025年7月30日，特朗普宣布对印度征收25%关税。8月6日又以印度购买俄罗斯石油為由对其额外征收25%的关税，使美国对印度征收的关税税率总和达到50%。

#### 越南
2025年2月10日，特朗普恢复对所有钢铁进口征收25%关税，并将铝关税从10%提高至25%。尽管其他国家过去曾获得豁免，但越南从未获得过豁免，因此其钢铁和铝出口已经受到关税影响。铝进口从10%增加到25%只会让越南疲惫不堪（值得注意的是，钢铁关税保持不变）。
对互惠关税的担忧与日俱增，许多人担心越南可能成为特朗普关税的下一个目标。2025年3月13日，越南工贸部长阮鸿延安排与美国商务部长霍华德·卢特尼克以及美国贸易代表会面，试图达成双边贸易协定。他最终于3月14日接见了美国驻越南大使马克·克纳珀。他同意安排与新任商务部长兼首席贸易代表通话，讨论双边经贸问题，并保证美国关税措施不是针对越南，旨在促进公平贸易和美国工人。
2025年4月2日，美国对越南征收46%的“对等关税”，令许多越南出口商震惊。此后，越南试图通过外交方式与特朗普接洽，以达成取消或推迟征收关税的协议，越南也是霍华德·卢特尼克提到的50个与美国接触的国家之一。4月5日，越共中央总书记苏林要求特朗普将征收关税推迟至少45天，但收效甚微。越南甚至提出取消美国进口关税（关税为0%），但彼得·纳瓦罗否决了这笔交易，称这“还不够”，因为据他所说“非关税欺骗才是最重要的”。据《政客》报道，“胡志明股票指数”在关税宣布后下跌7%，创下20多年来最大单日跌幅。
2025年4月15日，中共中央总书记习近平访问河内时声称“中国巨大的市场始终对越南开放”，并敦促越南抵制“美国单边霸凌”，维护自由开放的贸易。特朗普评论了此次会晤及其提议，称“这是一次愉快的会晤。这次会晤就像是在试图弄清楚‘我们该如何搞垮美国？’”。
2025年4月22日，越南总理范明政表示将为越南与美国的关税谈判做好充分准备。美国对越南出口产品的关税已经暂时由46%降至10%。
越美第一轮谈判于5月7日举行，第二轮谈判于5月19日举行。
2025年7月2日，美國總統川普與越共中央總書記蘇林通話後，宣布美國與越南已達成新的貿易協議。根據協議內容，越南出口至美國的商品將被課徵20%關稅，轉運商品則需支付40%關稅，作為交換條件，越南將全面開放市場，讓美國商品享有零關稅待遇進入。

#### 日本

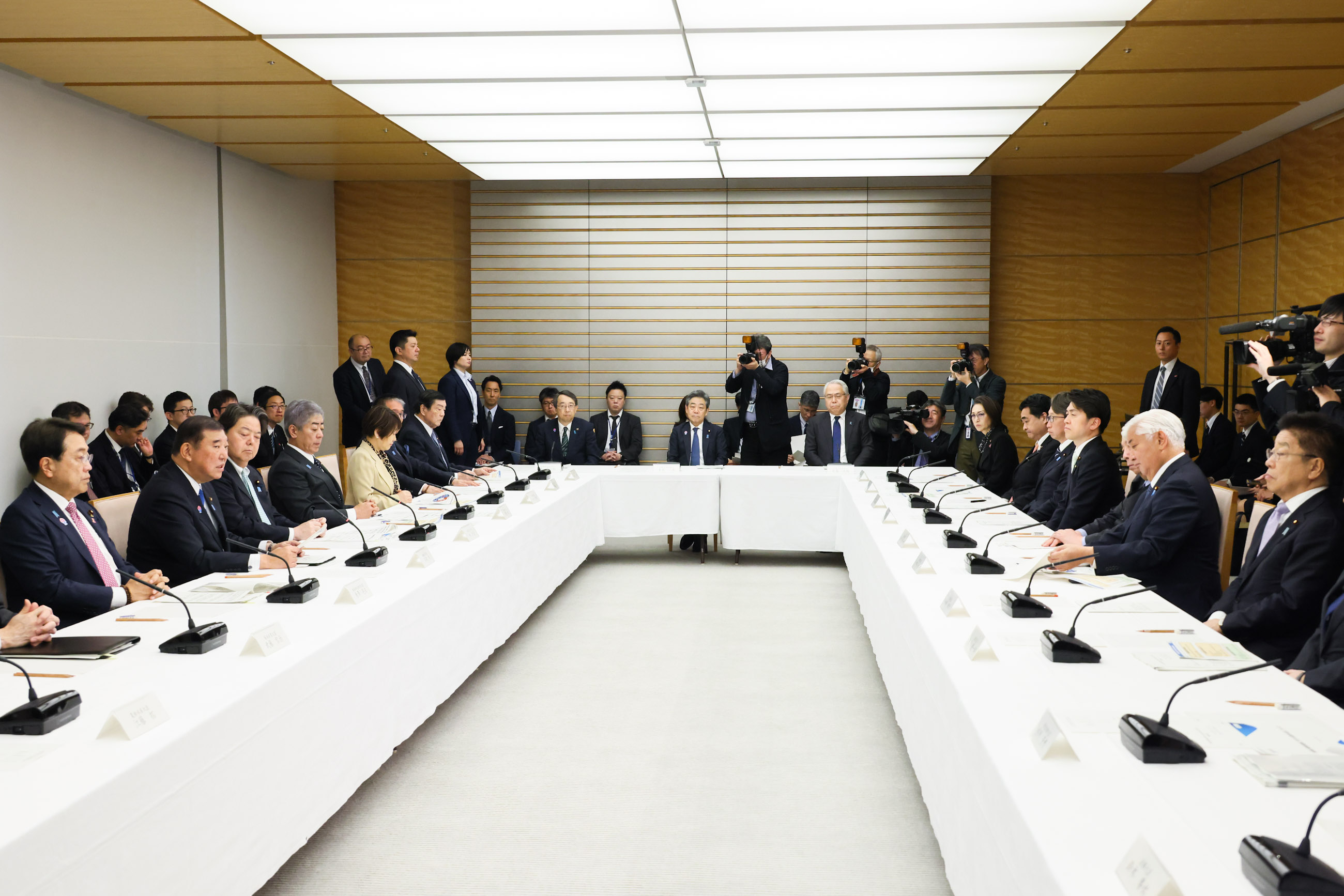
第二届石破内阁成员召开会议讨论美国关税政策。

在对出口到美国的汽车和其他商品征收25%的关税后，日本日经225指数4月7日大幅下跌7.82%，创下历史第三大单日跌幅。由于日本是出口型经济体，而日本的主要出口产品汽车行业对美国的依赖程度高达20%，特朗普的新关税对日本经济影响巨大。分析人士估计，剩余的关税可能导致日本GDP下降0.8%。
日本首相石破茂表示，关税“极其令人失望和遗憾”。4月7日，石破茂与特朗普通电话，要求重新考虑，但他在通话中无法做出任何让步。特朗普后来在他的“真实社交”上写道“他正在派出一个顶级团队进行谈判！”。
此后日美两国举行多次会谈，然而在2025年5月5日，美国宣布拒绝“日本全额豁免”，包括10%的对等关税以及其24%的国家特定关税。
随着7月9日期限的临近，2025年7月2日，特朗普威胁日本将针对日本的国别关税提高到35%。
7月22日，美国与日本达成贸易协议，原定25%的对等关税税率下调至15%，日本将向美国投资5500亿美元并放开大米等农产品市场。

#### 韩国

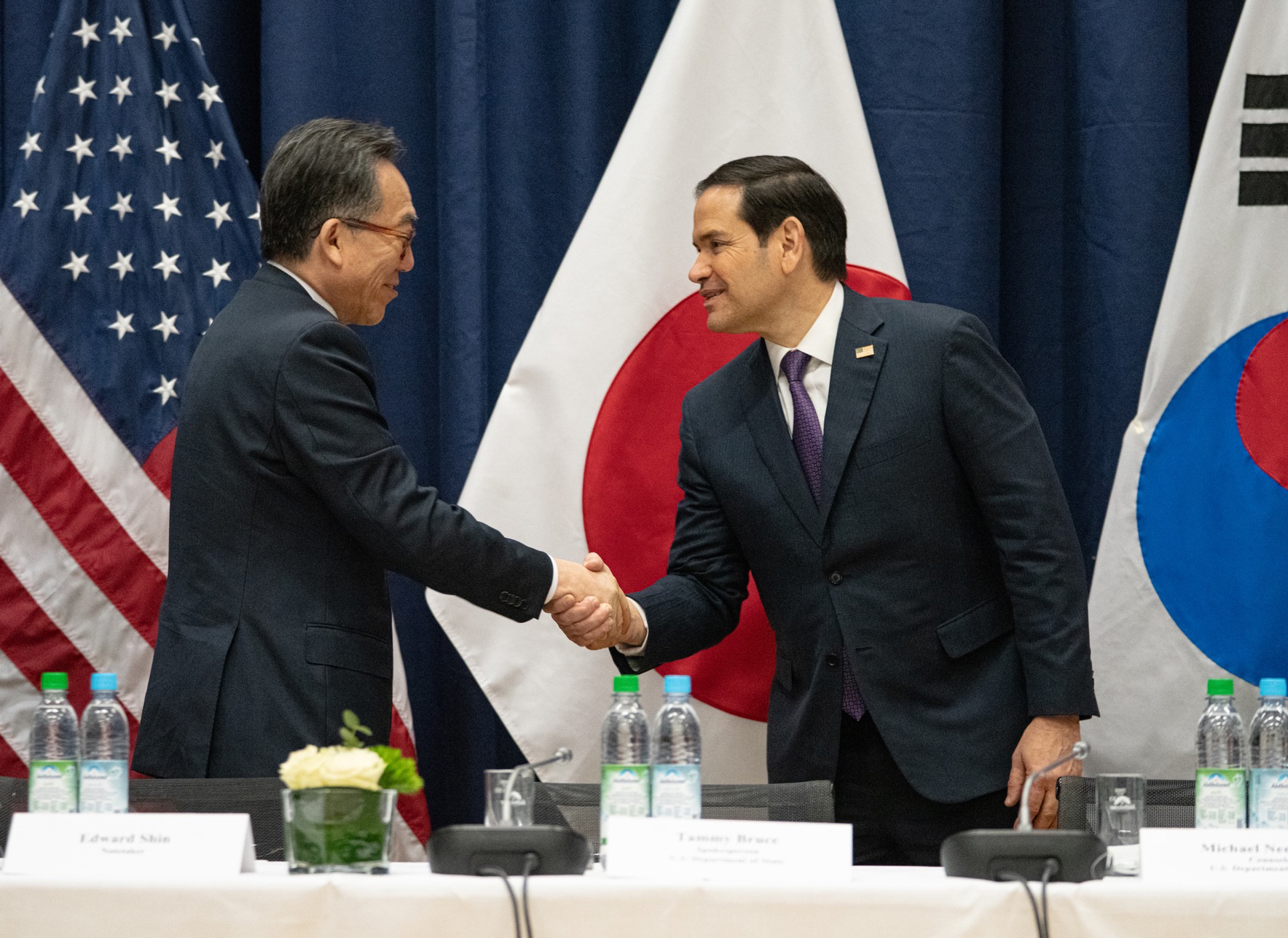
2025年2月，韩国外交部长趙兌烈与美国国务卿马尔科·卢比奥握手。

4月3日，韩国代理总统韩德洙召开紧急会议，下令指示应对美国的关税政策。韩国政府宣布为其汽车行业提供紧急支持。4月8日，韩德洙主张谈判而不是报复。特朗普表示，他已与韩德洙在电话中讨论了关税问题，韩国财政部长将与美国贸易代表杰米森·格里尔会面进行谈判。
4月16日，越南外交部表示，韩国和越南正寻求以“更加平衡和可持续的方式”到2030年将双边贸易额提高到1500亿美元，双方承诺在特朗普征收关税后继续合作，无论“特朗普是否反悔”。
2025年5月1日，韩国产业通商资源部官员宣布，该部于5月7日前往华盛顿与美国贸易代表进行“技术讨论”。
韩美两国6月22日至27日在华盛顿继续举行讨论和谈判，但未能取得突破或达成协议。
2025年3月签署的一项包含额外关税的行政命令被推迟至2025年5月7日执行。该关税针对一系列此前未征收关税的韩国商品。
2025年7月30日，特朗普宣布与韩国达成“全面完整的贸易协议”，对韩国征收15%关税。

#### 台灣
2025年4月2日，川普宣布對台灣（中華民國）實施32%之「對等關稅」，唯半導體產品不在新關稅範圍內。川普此前曾批評台灣在半導體產業中取得不公平優勢，並未投入足夠資源於自我防衛。
對此，台灣政府表示該項關稅「不合理」，但決定不採取報復措施，轉而提出取消對美國進口商品的關稅，並增加對美國商品的進口與投資。然而，美國貿易顧問彼得·納瓦羅表示，台灣的這些回應措施可能仍不足以促使美方取消關稅。
該項新關稅措施加劇了台灣社會對美國支持程度的疑慮。國民黨批評該措施重創賴清德總統依賴美國抗中政策，並譴責政府事前毫無準備、應對無力。

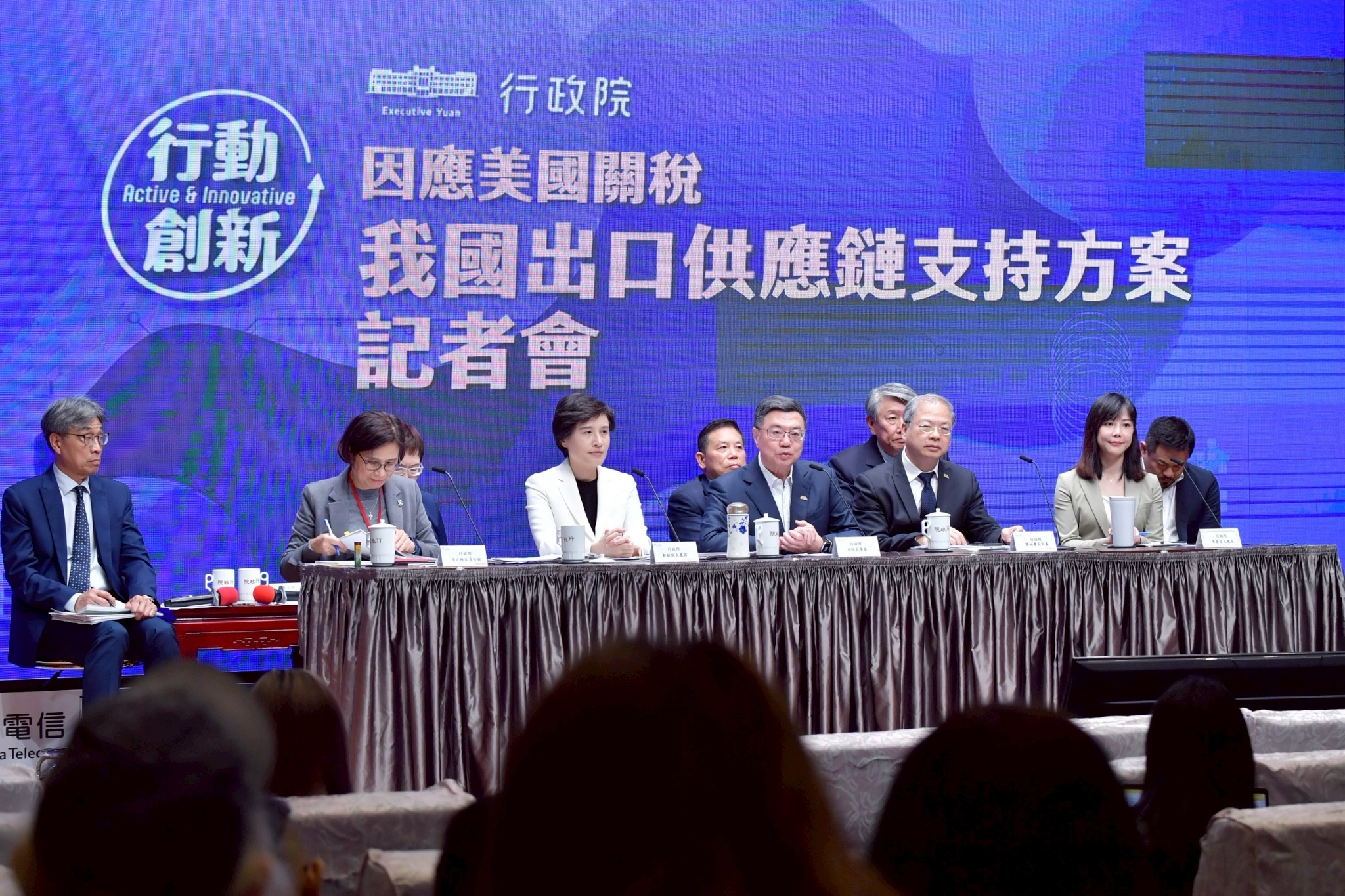
行政院「因應美國關稅+我國出口供應鏈支持方案」記者會

而針對川普將對台灣課徵32%關稅，行政院隨後於4月4日宣布啟動新台幣880億元的產業因應方案，涵蓋九大面向、共二十項措施，以協助受衝擊的企業。外交部亦表態，願意與美方隨時就關稅問題展開協商。

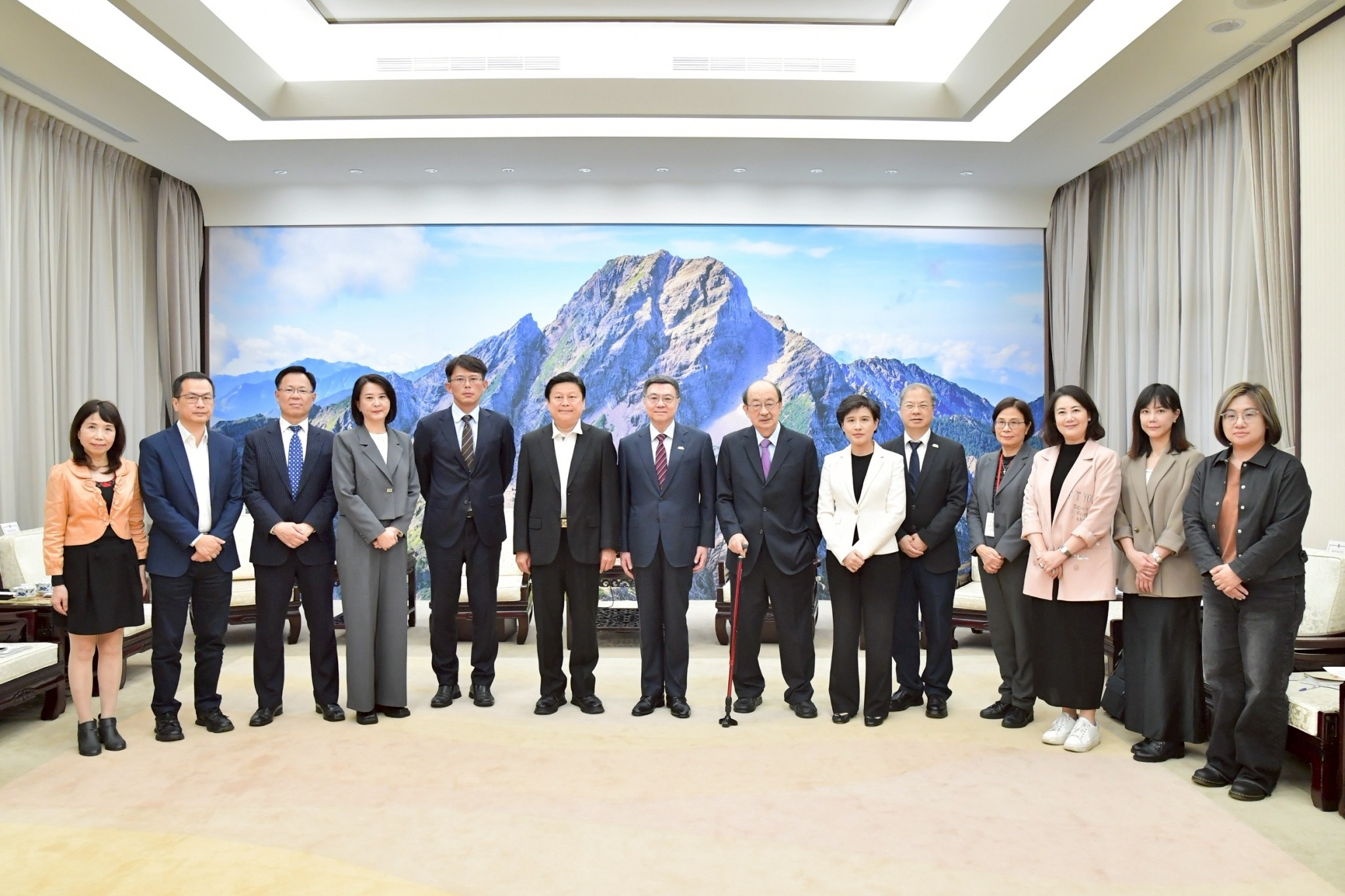
行政院代表與立法院朝野黨團代表共同針對美國關稅政策議題會商

隨後於4月7日，行政院院長卓榮泰邀集立法院朝野黨團幹部前往行政院會商，針對美國對台灣加徵關稅所引發的影響進行討論。會中卓院長感謝各黨團的出席，並強調政府已就總體與個別產業所受衝擊完成評估，提出總經費880億元、涵蓋九大面向共二十項措施的支持方案，期望行政與立法部門共同合作，儘速完成預算審查，以穩定經濟，協助產業因應挑戰。
4月9日賴清德投書彭博社，針對川普對等關税政策提出「台美零關税」、「擴大採購美國產品」、「增加對美投資」和承諾「消除非關税貿易障礙」4點策略處理這情況。
8月1日，特朗普宣布與台灣達成貿易談判初步協議，對台灣輸美商品課徵20%的對等關稅。預計8月7日實施。經貿辦表示，後續將持續與美國協商。但因台灣還需疊加各產業原本的最惠國待遇關税（MFN），實際税率為「20%＋N」。疊加關稅恐對台灣傳統產業、農漁產品等產生巨大沖擊。

#### 新加坡
2025年4月8日，新加坡总理黄循财在新加坡国会发表讲话时表示：“美国现在所做的不是改革”，“这是在拒绝自己创立的体系”。他还表示：“这些措施将加速全球经济的崩溃。”他还宣布成立一个国家工作组，以支持受关税影响的企业和工人。2025年4月8日，新加坡总理办公室表示不会对美国关税进行报复。

#### 菲律賓
2025年7月22日电 美国與菲律宾达成贸易协议。菲律宾将对美国开放市场并实施零关税，而美国将对菲律宾进口商品征收19%的关税。

### 加拿大与墨西哥

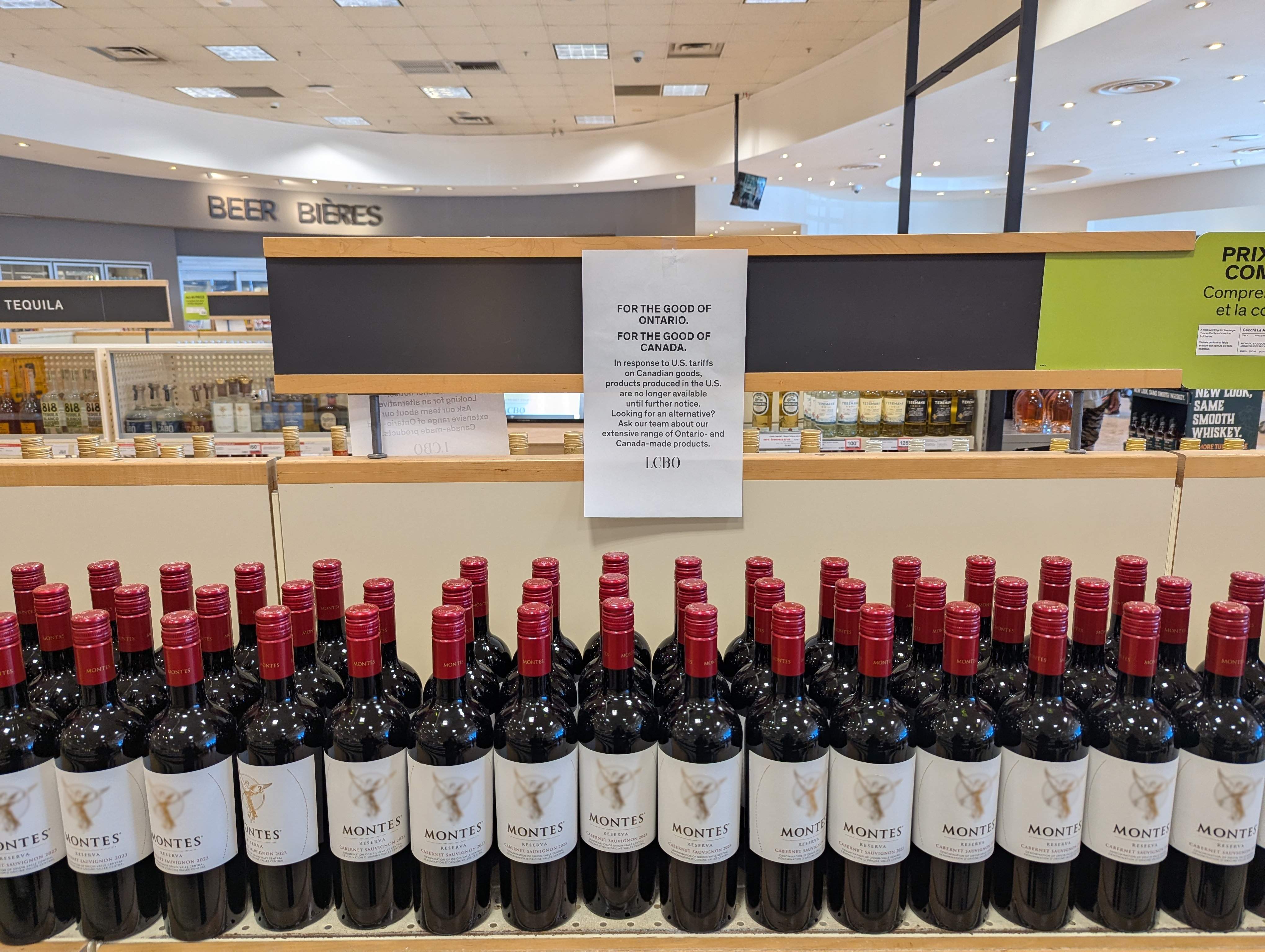
安大略省的酒類商店為因應特朗普的關稅展出的智利葡萄酒。商店告示表示，加拿大推薦非美國產品，是「為了加拿大的利益」。

2025年1月31日，美国宣布对从加拿大和墨西哥进口的产品征收25%的关税，但对加拿大原油和能源进口征收10%的关税。次日，特朗普根据《国际紧急经济权力法》和《国家紧急状态法》签署行政命令征收关税，自2025年2月4日起生效。行政命令包含警告条款，如果目标国家进行报复，关税将进一步提高。据彭博新聞社报道，特朗普顾问彼得·纳瓦罗和史蒂芬·米勒主導了有關關稅的經濟討論。
加拿大总理贾斯汀·特鲁多和墨西哥总统克劳迪娅·辛鲍姆谴责特朗普的行为，并威胁立即采取经济报复，但在2025年2月3日，三位领导人就将关税推迟一个月进行了谈判。作为协议的一部分，墨西哥承诺向其与美国的边境部署10,000名士兵，而加拿大则承诺任命一名“芬太尼沙皇”，并继续执行2024年宣布的边境安全计划。作为回报，特朗普承诺采取措施遏制向墨西哥贩运武器，并与加拿大合作组建联合反犯罪“打击部队”。特朗普随后发布一项更新的行政命令，将征收关税的生效时间改为3月4日东部时间凌晨12时01分。
2025年2月27日，特朗普在真实社交上宣布，他提议对墨西哥和加拿大征收的关税将于3月4日生效。他声称：“毒品仍然从墨西哥和加拿大大量涌入我国，数量之多令人无法接受。”3月3日，特朗普又確認會在次日起對加拿大和墨西哥征收25%的關稅。《华尔街日报》评论称：“如果这些关税持续存在，有可能深刻重塑美国与其两个最大贸易伙伴的关系，使得美国数十年来扩大与盟友自由贸易的计划突然逆转。”作为报复，加拿大宣布对价值300亿美元的美国商品征收25%的关税，并计划在未来几周将这些措施扩大到另外1250亿美元的商品。墨西哥总统辛鲍姆表示，详细的报复性关税将于3月9日公布。这些不断升级的贸易紧张局势引发了人们对北美经济可能放缓和消费者价格上涨的担忧。
3月5日，特朗普宣布汽车制造业者自墨西哥和加拿大進口產品時暫時免受25%关税影响。3月6日，特朗普又表述对墨西哥、加拿大两国加征的25%关税措施将暂缓执行直至4月2日。
3月28日，美国、加拿大和墨西哥的二十多位市长和相关官员在华盛顿呼吁美国政府停止加征关税，表示美国不断加征关税将影响美墨加三国的就业情况和经济发展。
4月15日，加拿大政府表示只要汽车制造商继续在加拿大生产汽车，将允许其免关税进口一定数量的美国产轿车和卡车。
5月1日，美国海关和边境保护局表示，加拿大和墨西哥制造的汽车零部件属于《美加墨协议》的一部分，将免于25%的关税，该关税減免措施于5月3日生效。
6月4日，美国钢铁和铝关税翻倍至50%。卡尼表示，加拿大正在与美国进行紧张谈判，但如果谈判失败，加拿大将采取报复措施。随着美国明显不着急匆忙，加拿大达成协议的愿望也逐渐渺茫。然而，在6月17日举行的第51届七国集团峰会上，两国承诺在未来30天内达成协议。6月27日，特朗普在社交媒体上发帖称，除非加拿大取消其最近实施的数字服务税，否则他将终止贸易谈判。
7月12日，特朗普宣布自8月1日起对从墨西哥进口的商品征收30%的关税。
7月31日，特朗普以加拿大未能阻止芬太尼走私為由将所有未涵盖在「美墨加贸易协议」内的加拿大输美商品关税从25%提高至35%。

### 欧洲

#### 欧盟
在其第二次就职典礼之前，特朗普曾威胁要对欧洲征收关税，除非欧洲通过增加美国汽车、农产品和石油天然气的进口来减少与美国的贸易逆差。2023年，美国和欧盟的贸易额创下了1.6万亿美元的纪录。欧盟委员会指出，虽然美国与欧盟在商品方面存在贸易逆差，但服务贸易顺差抵消了这一逆差。2025年2月2日，特朗普告诉记者，他计划“很快”对欧盟征收关税。他还暗示对英国征收关税“可能会发生”，但相信“这是可以解决的”。

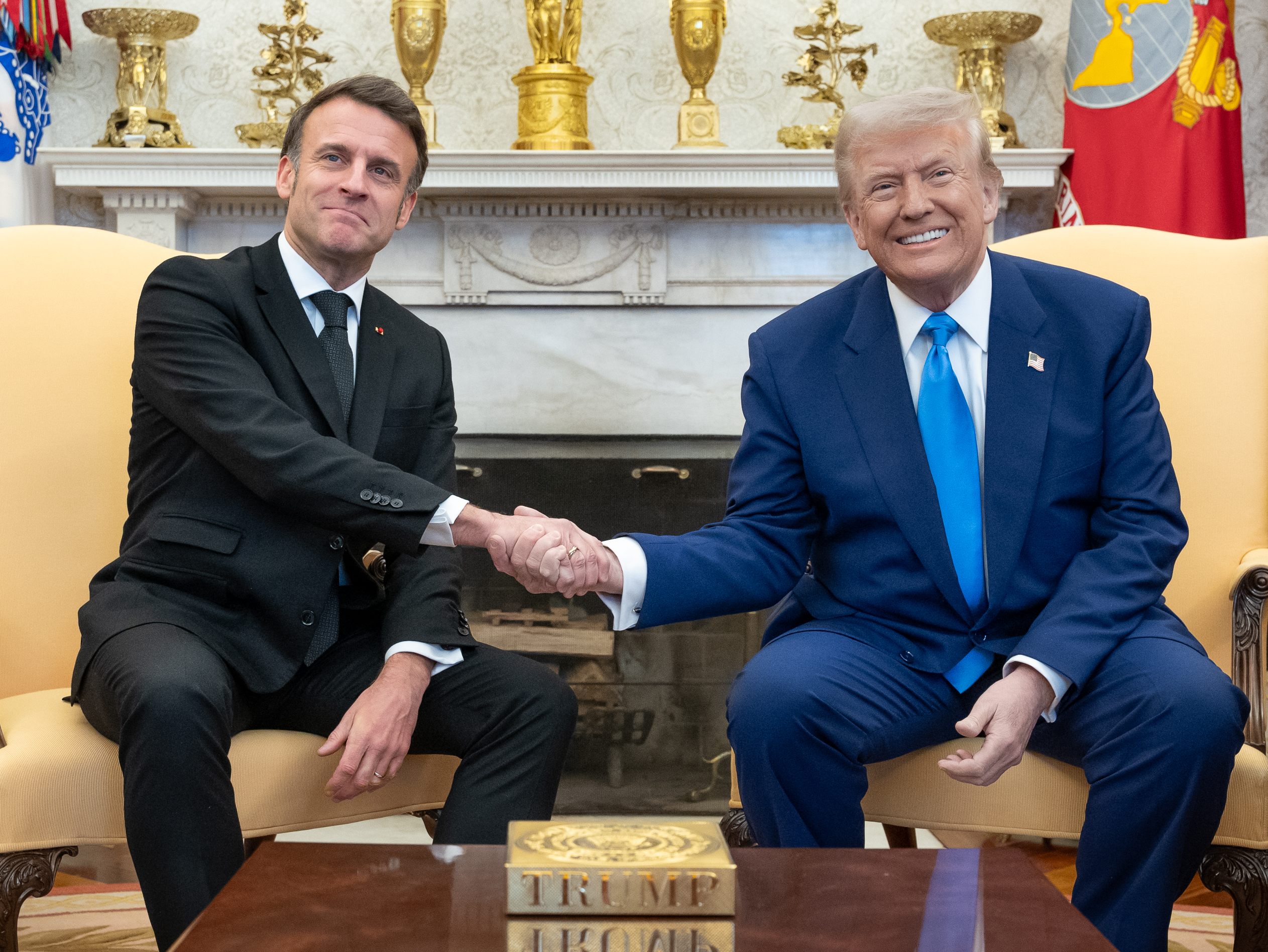
2025年2月24日，法国总统马克龙在白宫与美国总统特朗普举行会谈。

一些欧盟领导人威胁要征收报复性关税，而其他人则对重新引发全球通胀表示担忧。波兰总理唐纳德·图斯克表示：“我们必须尽一切努力避免这场完全不必要且愚蠢的关税战。”2025年2月4日，欧盟贸易部长在华沙举行会议，讨论美国总统的威胁。2025年2月7日，欧盟提议将汽车进口关税（包括美国汽车）从10%降低到接近美国征收的2.5%关税的水平，这是宝马首席执行官奥利弗·齐普策于1月份最初提出的一项协议。欧盟还提出增加从美国购买液化天然气和军事装备。2月25日，法国总统埃马纽埃尔·马克龙力劝特朗普不要对欧洲发动贸易战，而是集中精力对付中华人民共和国。
欧盟于3月12日宣布对特朗普全球钢铁和铝关税采取报复措施。4月1日，欧盟计划恢复最初在2018年和2020年征收的关税，以回应特朗普第一任期的金属关税。这些措施在与拜登总统谈判后于2023年暂停。到4月中旬，欧盟计划实施额外的反制措施，针对价值约180亿欧元的美国工业和农产品，包括钢铁、铝、家用电器、木制品、家禽、牛肉和其他食品进口。英国并未采取报复措施。3月13日，特朗普發文批評歐盟對美國威士忌征收50%的关税，又指對方若不立即取消，美國將對歐盟國家的酒類加徵200%關稅。3月20日，欧盟将第一波关税实施时间推迟至4月中旬。
在特朗普实施对等关税措施前，欧洲议会国际贸易委员会主席伯恩德·朗格提议采取“对美国拥有巨额盈余的数字服务征收关税”进行反击。
YouGov在丹麦、法国、德国、意大利、西班牙、瑞典和英国进行的一项民意调查发现，如果美国继续征收关税，绝大多数人（丹麦的79%受访者和意大利的56%受访者）支持对美国进口产品征收报复性关税。
4月7日，欧盟领导人向美国提出一项针对工业品（包括汽车、药品和机械）的“零对零”关税协议。在拟议的跨大西洋貿易及投資夥伴協議（特朗普在其第一任期内中止了该伙伴关系）谈判期间，也几乎达成了类似的协议。欧盟对非农产品的平均关税为1.6%。与此同时，欧盟宣布对美国征收25%反制关税，第一部分于4月15日开始，第二部分计划于5月15日开始，涵盖280亿美元的美国进口商品。然而，由于特朗普于前一天推迟加征关税，欧盟于4月10日暂停对美国的反制措施90天。之後暫停期限又延長至8月初。
欧盟委员会主席乌尔苏拉·冯德莱恩警告称，如果谈判在90天窗口期结束前破裂，欧盟将启动“欧盟贸易火箭筒措施”。她表示，进一步的反制措施将针对美国对欧盟的巨额服务贸易顺差。冯德莱恩还表示，欧盟不会容忍受美国关税打击的中国出口产品转向欧洲市场，并建议制定计划实施监管措施以限制此类进口。4月17日，意大利总理乔治亚·梅洛尼访问白宫，旨在说服特朗普接受欧盟针对工业品提出的“零对零”关税方案。
2025年5月5日，继特朗普对外国电影征收100%关税后，欧洲宣布不会对好莱坞电影征收反制关税。5月8日，欧盟表示若与美国的关税谈判破裂，将对价值950亿欧元的美国进口商品加征报复性关税，包括飞机、汽车与零部件、酒精饮料。
5月12日，在瑞士举行的中美贸易谈判结束后，特朗普形容欧盟“比中国更难对付”，并补充说，欧盟将“大幅下滑”，而美国“掌握着所有的牌”，与特朗普和泽连斯基在2025年椭圆形办公室会谈中就乌克兰问题发表讲话时所述类似。
5月15日，欧盟委员会官员马蒂亚斯·约根森表示，欧盟和美国“很可能”不会“取消所有关税”，在这种情况下，欧盟“可能不得不重新平衡”其“立场”。
5月23日，在抱怨贸易谈判陷入僵局后，特朗普提议从6月1日起对欧盟“直接征收50%的关税”。
欧盟未能在7月9日之前达成贸易协议，但特朗普将最后期限延长至8月1日。7月12日，特朗普宣布自8月1日起将对从欧盟进口的商品征收30%的关税。
7月27日，美國與歐盟達成貿易協議，美國對歐盟的關稅降至15%，雙邊同意對特定產品實行零關稅；歐盟同意向美國購買價值7500億美元的能源、額外再對美投資6000億美元。

#### 英国
英国选择不对特朗普总统的钢铁关税进行报复。财政大臣蕾切尔·里夫斯表示，关于降低英国数字服务税的讨论“正在进行中”，以防止与美国发生进一步的贸易争端。英国的数字服务税于2020年推出，对大型数字公司征收2%的税，每年产生约8亿英镑的收入。减税提议遭到自由民主党的批评，他们谴责这是“对埃隆·马斯克、扎克伯格和其他美国科技大亨的税收补贴”，并主张将税率提高到6%。
2025年4月3日，英国政府对美国实施报复性关税启动为期一个月的咨询程序，公布列出可能作为报复性措施被征收关税的美国产品，该清单长达417页，涵盖超过8000类商品。
2025年5月8日，美国总统特朗普和英国首相斯塔默宣布雙方達成贸易协议，美國保留对英国进口商品征收10%关税，而英国同意将其對美关税从5.1%降至1.8%，并允許更多美国商品進入英國市場。這是特朗普第二任期關稅實施以来達成的首份协议。

#### 瑞士
瑞士出口至美国的商品将分阶段面临共计31%或32%的额外关税，远高于其他类似经济体（如欧盟、日本）。受影响的主要出口产品包括机械、手表、农产品（如咖啡胶囊、奶酪、巧克力等）。尽管制药行业暂未被加征关税，但后续仍可能受到影响。此次关税将对瑞士本已疲软的经济前景带来进一步下行压力，并可能影响全球经济形势。
瑞士联邦委员会已开始与受影响行业及美方当局沟通，并指示联邦经济事务总局（EAER）就解决方案展开准备工作，同时要求国家经济事务秘书处（SECO）深入分析关税影响，密切关注形势发展，并视情况提出应对措施。联邦委员会暂不考虑实施反制措施，以避免加剧贸易紧张，并继续推动多元化国际贸易关系。
2025年8月1日，美國對瑞士征收39％的關稅。

### 俄罗斯
2025年7月14日，特朗普威胁说，如果不在50天内达成俄乌和平协议，将对俄罗斯进口产品征收约100%的关税。

### 其他国家
2025年1月26日，哥伦比亚总统古斯塔沃·佩特罗拒绝允许两架载有被驱逐的哥伦比亚国民的美国军用飞机降落，导致哥伦比亚与美国之间发生争端。佩特罗称军用飞机上对被驱逐者的待遇有失尊严，并表示他将接受民用飞机上的驱逐航班。作为回应，特朗普下令对哥伦比亚及其官员进行报复，包括征收25%的关税。如果佩特罗不改变立场，关税将在一周内增加到50%。佩特罗回应道，下令对美国征收25%的关税，关税也将增加到 50%。数小时后，美国表示，哥伦比亚已同意“无限制接收”被驱逐者，包括军用飞机。哥伦比亚表示将“继续接收”被驱逐的哥伦比亚人，并保证他们有“有尊严的条件”。
2024年11月和2025年1月，特朗普两次警告金砖国家，如果它们试图取代美元成为國際準備貨幣，将面临100%的关税。
2025年3月24日，特朗普表示任何从委内瑞拉购买石油或天然气的国家，将在与美国进行贸易时被征收25%关税。该关税政策将于4月2日生效。
2025年7月15日，美国与印度尼西亚达成贸易协议，美国对印尼出口产品征收19%的关税，這低于特朗普最初計劃的对印尼征收的32%關稅。印尼不对美国出口产品征收任何关税。
2025年7月30日，特朗普正式對巴西徵收50%關稅。

## 影响

### 股市
4月2日特朗普宣布對等關稅稅率後，各國股市大幅下跌。日本方面，日經225指數下跌2.8%，东证股价指数下跌3.1%。歐洲方面，英國富時100指數下跌1.6%，巴黎CAC 40指數下跌3.3%。德国DAX指数也下跌了3.1%。在美國，與標準普爾500指數掛鉤的股票期貨下跌3.9%。道琼斯工业平均指数期貨下跌2.7%，納斯達克100指數期貨下跌4.7%。
4月3日，标准普尔500指数下跌超过274点，跌幅4.88%，为有史以来第二大单日点数跌幅，主要归因于4月2日的关税公告。同日，纳斯达克综合指数下跌超过1,050点，跌幅5.97%，为历史上最大点数跌幅。道琼斯工业平均指数下跌1,679.39点，跌幅3.98%，为历史上第五大点数跌幅。罗素2000指数进入熊市区域，较近期高点下跌逾20%，下跌134.82点，跌幅6.59%。纳斯达克综合指数在4月4日同样下跌。亞洲方面，越南指數（VNI） 收跌6.7%，而在胡志明證券交易所上市的股票中，有高達約7成的個股，觸及到7%的跌停板。而不只越南，東南亞的泰國、菲律賓、馬來西亞和新加坡股市也紛紛下挫。台灣則適逢清明連假休市，直至7日才開盤。
4月4日，市场继续下跌。标普500指数下跌5.97%。纳斯达克综合指数下跌962.82点，跌幅5.82%，也进入熊市区域。道琼斯工业平均指数下跌2231.07点，跌幅5.50%，创下历史第三大点数跌幅。被广泛称为“华尔街恐慌指数”的芝加哥期权交易所波动率指数上涨15.29点，收于45.31点，创2020年以来的最高。
4月3日至4月4日，美国股市市值蒸发6.4万亿美元，相当于亚马逊、苹果和伯克希尔哈撒韦三家公司市值的总和。美国股市历史上最大的两日亏损超过2万亿美元。
4月7日，日本日经225指数下跌8.4%，东证指数下跌9%，韩国KOSPI指数下跌5%。日韩股市在大幅下跌后觸發熔断机制，日经225指数创下2023年10月以来新低。香港恒生指数收盘报19828.30点，下跌13.22%；上证指数跌至3100点以下，跌幅7.34%；新加坡海峡时报指数一度跌8.7%，创下2008年金融危机以来最大跌幅。台灣方面，對等關稅宣布後的3日及4日適逢清明連假休市，7日首日交易當日台灣加權指數無量崩跌2065點，跌幅9.7%，寫史上最大跌點及跌幅，台指期貨開盤即跌停。台積電、鴻海等大型電子與半導體公司股價均重挫約10%跌停鎖死。金管會為穩定市場，宣布暫時限制放空，並表示將視情況採取進一步穩定措施。
4月7日至8日，中华人民共和国国有企业陆续宣布看好中国资本市场发展前景，决定增持股份以维护市场稳定。受此影响，沪深两市止跌回涨，恒生指数涨回20000点，最终收报20127.68点，涨幅1.51%。

### 美国

#### 经济影响
税务基金会估计，对中国大陆进口产品征收10%的新关税将使每个美国家庭的税负增加172美元。与特朗普第一任期不同，苹果产品或其他热门消费品没有例外。
威胁对墨西哥和加拿大商品征收25%关税的预期影响较大。例如，食品杂货价格预计将上涨，因为美国三分之二的蔬菜进口来自墨西哥。PIIE 估计，如果至2029年继续征收此关税，将使美国的国内生产总值减少2000亿美元。根据耶鲁大学预算实验室的数据，美国家庭将损失约1,200美元的购买力。税务基金会估计，这些关税将导致美国税收收入在2025年至2034年间增加1.2万亿美元，而墨西哥和加拿大的报复性关税将导致税收收入在同一时期增加9,580亿美元。
美国外交关系协会指出，美国经济的能源部门预计将成为受关税影响最大的部门之一。对加拿大能源进口征收10%的关税预计将提高美国消费者的能源价格，部分原因是加拿大是美国最大的能源供应国，2021年加拿大的原油进口量占美国原油进口量的61%。美国尤其是中西部的炼油厂依靠原油加工成汽油，预测表明由于关税，该地区的汽油价格可能上涨每加仑50美分。2025年2月2日，加拿大公司Irving Oil发布声明指出：“我们圣约翰炼油厂生产的大部分产品都销往美国市场……这项关税将导致我们美国客户的价格上涨，并对能源安全和整体经济产生影响。”在竞选期间，特朗普向选民承诺，他将在就职第一年将能源价格降低一半。
经济学家Michael Hudson认为，关税有可能破坏美国与外国债务人之间的国际收支平衡，从而扰乱全球经济。通过减少美国与关税目标国家之间的出口贸易，提高以美元计价的商品成本，美国使这些国家更难以偿还美元债务。哈德森认为，这可能导致债务危机，并将其与拉丁美洲债务危机和世界大战期间盟国之间偿还贷款的历史例子进行了比较。
飞机租赁公司爱科租赁首席执行官Aengus Kelly表示，若美欧双方互征25%关税，波音787飞机的价格可能上涨4000万美元。这将导致大多数航空公司转向選購空中巴士的飛機，使其全球市场份额升至75%至80%。
2025年4月4日，美股遭遇2020年以来最大单日跌幅，美元兑其他主要货币汇率跌至该年最低水平。

#### 政治与法律挑战
在局势骤然恶化之前，参议员查克·葛雷斯利和玛丽亚·坎特威尔提出了两党支持的《2025年贸易审查法案》，提议对该法案进行修订，旨在实现权力分立并弥补法律漏洞。然而，该法案尚未达成共识。参议院多数党领袖约翰·图恩不屑一顾地表示：“我认为这没有未来。”参议员伊丽莎白·沃伦称，这是“共和党的关键时刻”，他们应该推翻特朗普总统用来为关税辩护的紧急声明，这些关税将影响他们所代表的家庭、企业和农民。众议员唐·培根在众议院提出一项类似的法案，他表示：“宪法明确赋予国会征税和关税的权力。我们的建国先贤建立制衡机制是有原因的。”他敦促国会重新承担起自己的责任。
议员们对世界了解特朗普决定的方式也感到失望。他们是通过特朗普公司运营的社交媒体平台，而不是通过联邦政府官员。民主党参议员亚当·希夫呼吁国会调查特朗普在突然宣布并暂停关税时是否从事了可疑的内幕交易或市场操纵。媒体称，由于特朗普政府不受约束的行为，美国经济、政府对数百万美国人的就业和退休储蓄的处理，以及美国在全球安全中的地位，遭遇了前所未有的信任危机。
美国企业、商业团体、行业协会、律师以及外国政府纷纷正式提起诉讼，质疑白宫关税措施的合法性。特朗普的关税不断上调，引发诸多法律挑战。2025年4月16日，加州州长加文·纽森就关税问题起诉特朗普，此举旨在终结总统对全球贸易的束缚。随后于4月23日，俄勒冈州、亚利桑那州、科罗拉多州、康涅狄格州、特拉华州、伊利诺伊州、缅因州、明尼苏达州、内华达州、新墨西哥州、纽约州和佛蒙特州也就关税问题起诉特朗普政府。
2025年4月14日，一家名为自由司法中心（Liberty Justice Center）的公益律师事务所就第14257号行政命令对特朗普政府提起诉讼。2025年4月18日，该案提出临时限制令、初步禁令和简易判决的动议。

### 中华人民共和国

#### 中国大陆
野村控股估计，取消美国对中国大陆商品的最低限度豁免“将使中国大陆出口增长放缓1.3个百分点，GDP增长放缓0.2个百分点”。2016年，美国国会将最低免税限额从200美元提高到800美元，引发美国廉价中国大陆商品进口激增。2023年美国众议院特别委员会的一份报告估计，所有最低限度货物中“近一半”来自中国大陆，而中国大陆电子商务公司Temu和希音估计占美国每日最低限度豁免的30%以上，吸纳了更多在美国有实体店的卖家，并将其分销设施扩展到中国大陆以外，以减轻失去美国最低限度豁免的影响。
2025年2月7日，特朗普暂停取消对中国大陆的豁免，直至商务部长通知特朗普已建立适当的系统来处理和收取关税收入。

#### 香港
2025年4月7日，香港恒生指数暴跌13.2%，成为自2008年全球金融危机以来的单日最大跌幅。

### 其他国家
安大略省省长道格·福特表示，关税可能会影响该省汽车行业的约50万个工作岗位。彼得森研究所研究主任马库斯·诺兰兹认为，关税将导致墨西哥的去工业化。同樣，新加坡副總理兼貿工部長顏金勇和國務資政李顯龍也均表示，關稅可能會影響經濟成長和生活成本；顏金勇還在新聞媒體上表示，他們正在監測局勢和經濟預測，並在必要時採取措施。不過，新加坡分析師認為，關稅將帶來貿易放緩的風險，但同時也指出，新加坡是一個更具吸引力的進口來源，有助於美國買家尋求重稅供應商的替代方案。
來自馬來西亞半導體工業協會、肯納格投資銀行和豐隆投資銀行的分析師認為，雖然馬來西亞不太可能成為美國關稅政策的直接目標，但若美國對整個東南亞地區加徵關稅，可能會對馬來西亞經濟增長帶來風險，特別是在供應鏈受干擾及全球需求疲弱的情況下。然而分析師也認為，馬來西亞相較於其他東盟國家，可能因其較低的最惠国待遇關稅率而獲得一定的競爭優勢。此外，隨著中美貿易戰升級，更多企業可能將生產線遷往馬來西亞，帶動電子、電機與半導體產業的發展。
新加坡副总理兼贸工部长颜金勇与新加坡国务资政李显龙共同表达了对关税可能影响经济增长和生活成本的担忧。颜金勇在新闻发布会上表示，当局正在密切关注事态发展，并将在必要时采取措施。新加坡的分析人士指出，虽然关税可能导致贸易放缓，但也可能使新加坡成为更具吸引力的进口来源地，吸引寻求高税率供应商替代品的美国买家。
受关税政策影响，一些汽车制造商宣布暂停向美国交付汽车，包括奥迪、捷豹、路虎等。特斯拉汽车亦在中国大陆停售美国生产的Model S和Model X两款车型。
2025年4月5日，日本电子游戏制造商任天堂宣布，由于关税带来的经济不确定性，其即将推出的Switch 2游戏机推迟在美国的预购日期，原定为4月9日。不过，该游戏机原定于6月5日在美国上市的日期保持不变。
受影响最严重的国家之一是世界第二大纺织品出口国孟加拉国，该国约占美国纺织品市场的8%。《纽约时报》称，这对孟加拉国的纺织业来说是一次“沉重的打击”，该行业贡献了该国GDP的80%。法兰西24电视台报道称，在征收对等关税后，许多美国买家开始暂停发出在该国的订单，称承担37%的关税对他们来说成本过高。
2025年1月，特朗普表示，对墨西哥征收关税旨在减少美国对墨西哥的贸易逆差，并迫使墨西哥加强与美国边境的安全，防止非法移民和芬太尼走私。美国的阿片类药物危机很大程度上是由从墨西哥走私的毒品引发的；进入美国的芬太尼约98%来自墨西哥。2025年头几个月，在特朗普就此发表讲话后，墨西哥加大打击毒品贩运和移民的力度。尤其是墨西哥于2025年2月向美国当局移交了29名主要贩毒集团囚犯。
2025年4月18日，据报道，中国大陆航空公司因特朗普关税暂停接收波音飞机，原本计划接收的飞机退回美国。
在一周内举行大选的加拿大、澳大利亚和新加坡，关税引发的经济担忧导致选民对各自现任政府的支持率上升，加拿大和澳大利亚的反对党领袖失去席位，新加坡的新加坡前进党失去所有席位。